# Drag
Pour l’article homonyme, voir Drag (homonymie).
Le drag est une forme de performance utilisant notamment le vêtement, le maquillage, la coiffure, et l'expression scénique afin de jouer un genre de façon volontairement exagérée : féminité (drag queen), masculinité (drag king) ou d'autres formes d'expressions de genre (drag queer, club kid, drag creature, drag monster, drag clown...). Cet art est un vecteur fort d'acceptation de soi et de militantisme politique, en particulier de remise en cause de l'homophobie, de la transphobie et des rôles de genre et plus généralement des sujets affectant la communauté LGBTQIA +, comme l'épidémie de VIH/Sida, le harcèlement policier ou le racisme.
L'histoire du drag se mêle à celle plus générale du travestissement théâtralisé avant de se cristalliser sous sa forme spécifique, fortement liée aux lieux et à la culture LGBTQIA+, au cours des années 1960 et 1970, sous la forte influence de la culture ballroom. En fonction des pays, les influences varient : male (en) et female impersonators aux États-Unis, cabaret en France, sape au Congo, carnaval en Amérique du Sud... Au début du XXIe siècle, RuPaul's Drag Race permet d'augmenter fortement la visibilité et donc les possibilités économiques autour du drag, mais cette popularisation s'accompagne d'une valorisation de certains types de drag au détriment d'autres, ce qui aggrave des inégalités déjà présentes, en particulier de la valorisation des drag queen glamour aux tenues de créateur au détriment des artistes genderfuck, drag king ou d'autres formes ayant moins de moyens pour exercer leur art.
La situation économique des artistes drag est très inégale, avec quelques artistes, très visibles, millionnaires, tandis que la grande majorité est plutôt dans une situation de précarité et de pauvreté.
Si le drag crée un fort engagement communautaire, il est aussi décrié au sein d'une partie de la communauté LGBTQIA+ qui applique une politique de la respectabilité et fait face à des tentatives de censure, soit dans un cadre plus général qui condamne le travestissement et les transidentités, soit spécifiquement, particulièrement pour les lectures drag s'adressant aux enfants.

## Histoire

### Étymologie
On date l'origine du mot drag de l'argot de théâtre et des bals masqués au début des années 1870. Le terme désignerait de « grands chiffons » faisant référence au froissement des longues jupes traînant sur le sol des comédiens travertis en femmes,. Le terme pourrait également prendre des origines dans d'autres langues comme dans les termes « trogn » en yiddish et « tragen » en allemand signifiant « à porter ».
Une autre hypothèse encore, répandue bien que non attestée, est qu'il viendrait de l'acronyme de « dressed as a girl » (habillé en fille).

### Origines

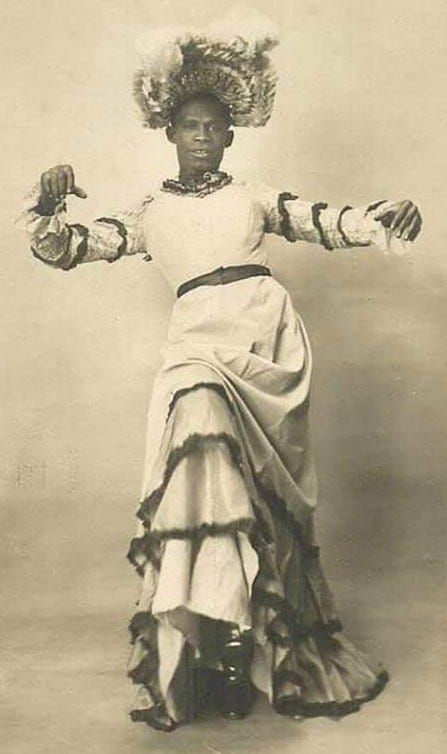
Jack Brown, Présentation du Cake Walk à Paris »

L'histoire du drag se mêle à celle plus générale du travestissement. La journaliste française Apolline Bazin distingue trois grandes périodes.
La première correspond à la réinterprétation de moments historiques comme pouvant être lus comme une forme de drag, tels que les nombreuses mentions du travestissement dans l'antiquité et la mythologie grecque (Achille chez Lycomède, Heraclès et Omphale, ou les Bacchanales), le travestissement théâtral de la Grèce antique et du théâtre élisabéthain, ou le grand raffinement vestimentaire de la cour de Versailles,,. La drag queen Nicky Doll y ajoute la lucha libre du Mexique et le festival Navratri en Inde.
La deuxième période correspond aux arts du spectacle dont les caractéristiques sont proches de celles du drag ou à qui le drag sert de source d'inspiration, tels que le kabuki au Japon, l'opéra de Pékin en Chine, le vaudeville en France, la commedia dell'arte, les freak shows, le new burlesque et les minstrel shows en Amérique du Nord, le théâtre shakespearien, la pantomine au Royaume-Uni ou les carrières des actrices Sarah Bernhardt et Virginie Déjazet.
La troisième correspond à l'histoire spécifiquement drag, qui commence au XIXe siècle aux États-Unis avec William Dorsey Swann, né dans l'esclavage puis homme libre qui organise des bals de travestissement où se retrouvent très majoritairement des hommes eux-aussi sortis de l'esclavage.

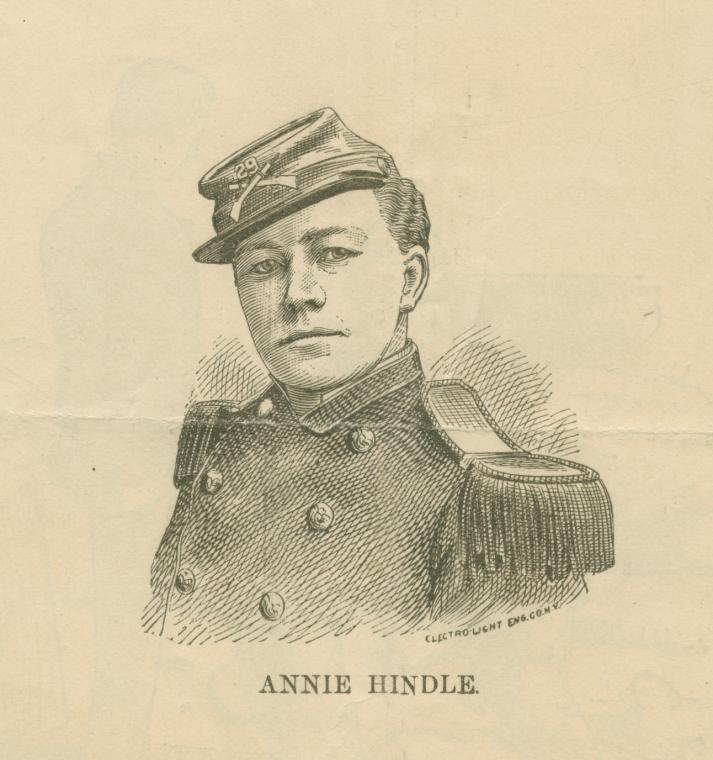
Dessin d'Annie Hindle, New York Public Library

À la fin du XIXe siècle apparaissent aux États-Unis les male impersonator et female impersonator, qui correspondent aux transformistes en France, c'est-à-dire des personnes incarnant des personnages de l'autre genre sur scène ; la première male impersonator est Annie Hindle, qui rencontre un très fort succès populaire en raison de ses imitations d'hommes bourgeois et utilise son travestissement pour se marier d'abord avec son habilleuse puis avec sa collègue Louise Spangehl. D'autres artistes marquent cette époque, comme Julian Eltinge et Ella Wesner.

### Fondements
Apolline Bazin distingue plusieurs fondements du drag : le glamour, le camp, les drag pageant (en), la scène ball room, les cabarets, les icônes gays et la haute couture.
Le glamour apporte au drag un certain rapport à la perfection qui est artificielle et fruit d'un travail important de coiffure, maquillage et éclairage, ainsi qu'à un processus d'idéalisation, glorification et dramatisation proche de la sprezzatura.

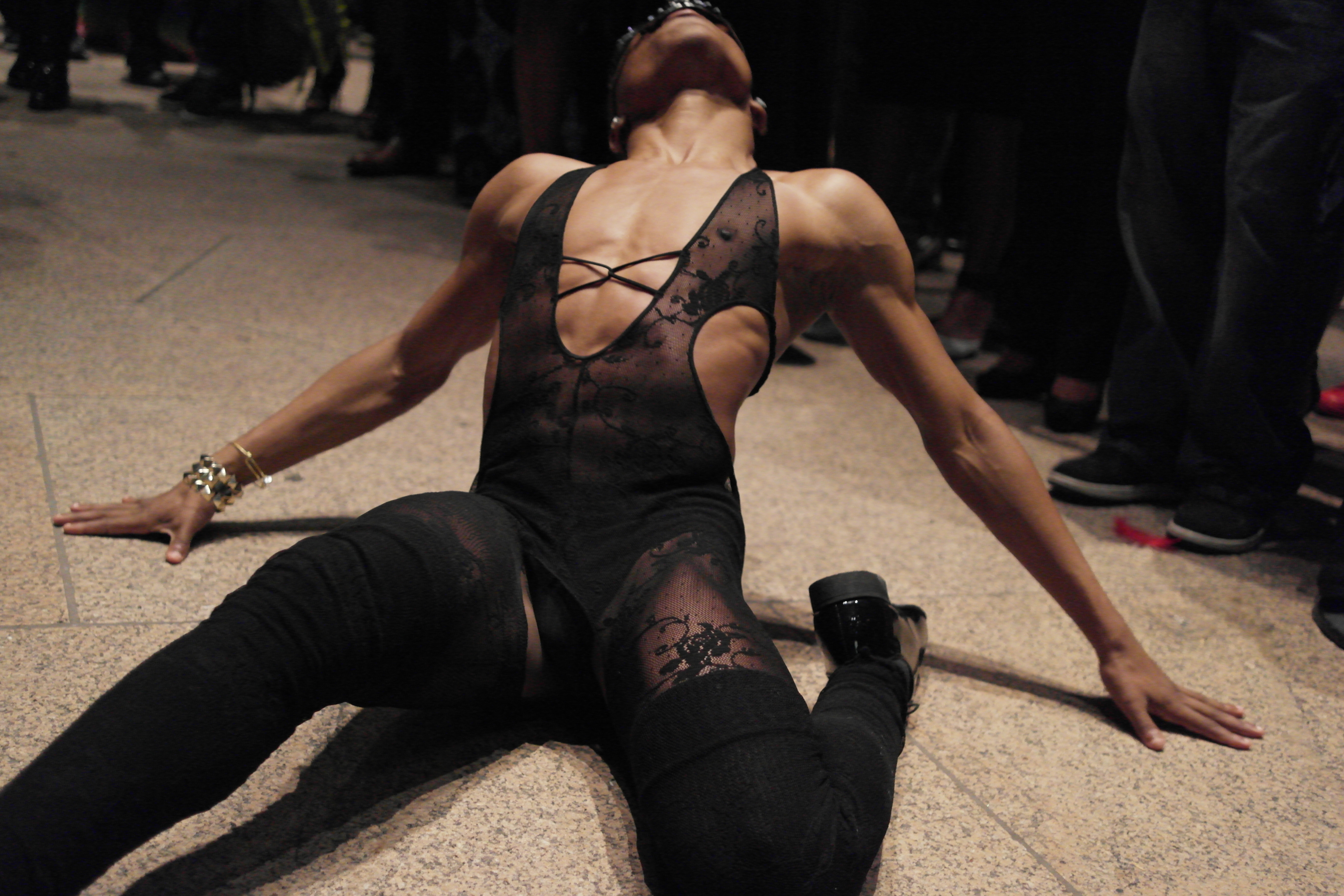
le voguing est né dans la scène ballroom.

Pour le camp, il s'agit à nouveau d'un rapport à l'artifice, mais surtout à la distance critique par l'humour et la célébration des identités, particulièrement homosexuelles et trans, stigmatisées.
Dans les années 1960, Flawless Sabrina (en) organise en moyenne 46 drag pageants (en), concours de beauté en drag, faisant d'elle l'une des plus grandes employeuses de personnes queer des États-Unis. En 1968, Crystal LaBeija est victime de racisme lors d'un ces concours et décide avec d'autres artistes Noires et Latinx de créer des espaces non-dominés par les blancs et fonde ainsi la culture ballroom. Le concours Miss Gay America (en), créé en 1972, prend le pas sur les évènements de Flawless Sabrina et reste au 21ème siècle le pillier des drag pageants américains avec Miss Continental (en).
La scène ballroom instaure de nombreux pilliers de la culture drag : les house, structures à la fois de transmission des compétences drag mais surtout système de solidarité particulièrement crucial pour les jeunes gays et trans exclus de leurs familles, le voguing, et les catégories, manières de permettre à toutes les personnes et sous-cultures d'être représentées.
La critique et universitaire Naomi Macalalad Bragin forge le concept de drag corporel pour désigner la manipulation volontaire et festive du genre par le mouvement par les communautés queers et trans, citant notamment le waacking et voguing. Kareem Khubchandani y ajoute les mouvements de danse des kothis (en).

### Trouble dans le genre
En 1990, Judith Butler publie Trouble dans le genre, ouvrage majeur de la théorie queer. Judith Butler y reprend une idée développée par Esther Newton (en), à savoir que le drag montre que le sexe est une construction sociale absurde puisque chaque personne peut incarner un homme ou une femme : autrement dit, le genre est performatif. Si Butler prend comme exemple le drag comme performativité et donc subversion de l'idée que le genre est une catégorisation naturelle, une réception de ses propos fait du drag le pillier de la subversion du genre ; cette réflexion influence durablement les artistes drag.

## Types de drag
Plusieurs découpes de l'art du drag coexistent, basées sur le type de personnage et de spectacle proposé.
La première classification est en fonction de l'expression de genre du personnage créé, qui peut être féminine (drag queen), masculine (drag king), dans le brouillage des genres (drag queer) ou selon une modalité autre (club kid, drag créature, drag monstre, drag clown, drag thing),,,,.
La seconde classification, qui se superpose à la précédente, est fonction de ce qui est exprimé lors du drag show : parmi les drag queens, on distingue par exemple les pageant queen, fashion queen, les comedy queen et les glamour queen,.

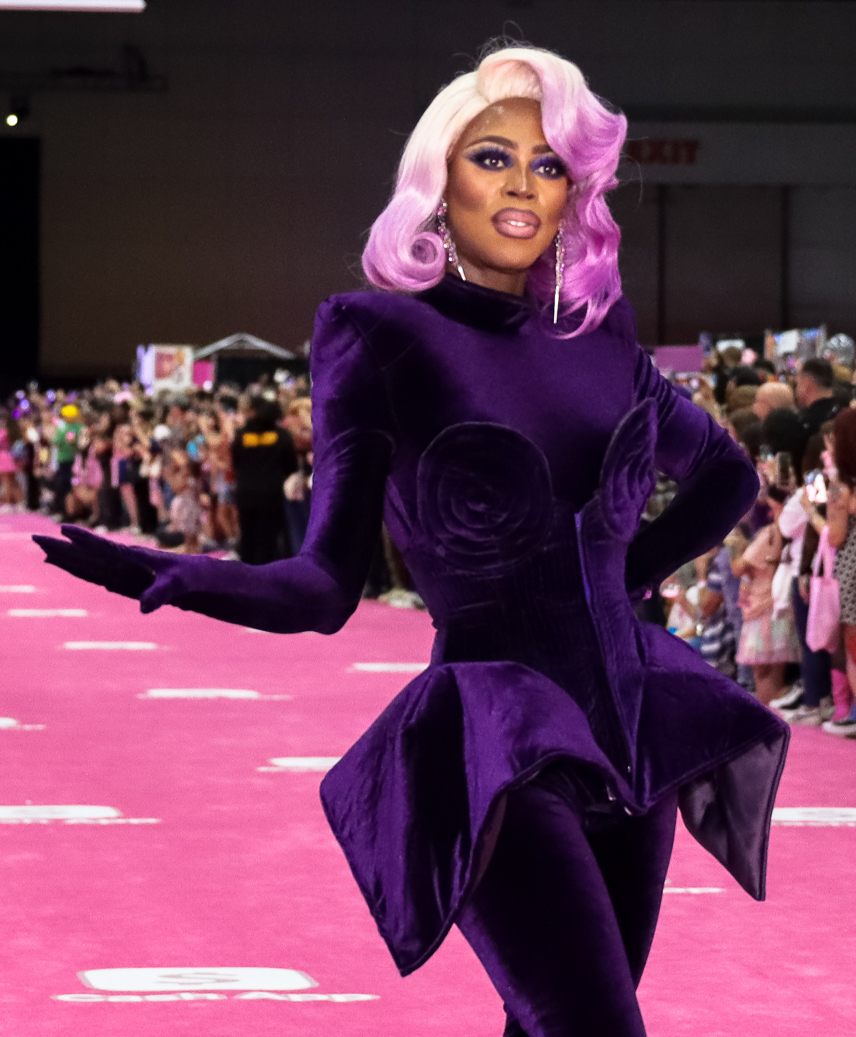
Ra'Jah O'Hara, fashion queen, à DragCon LA 2023
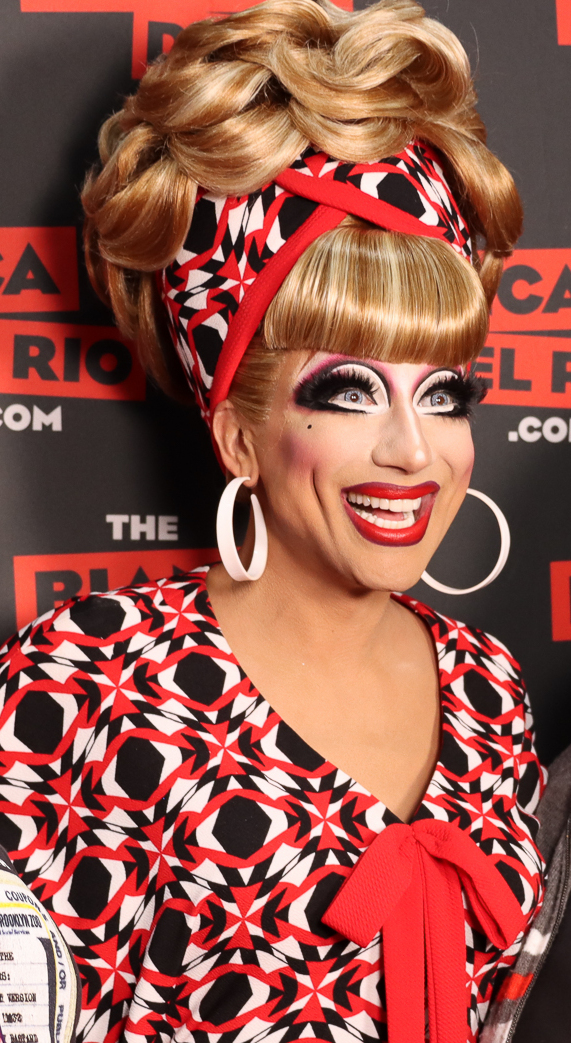
Bianca Del Rio, comedy queen, à DragCon LA 2023
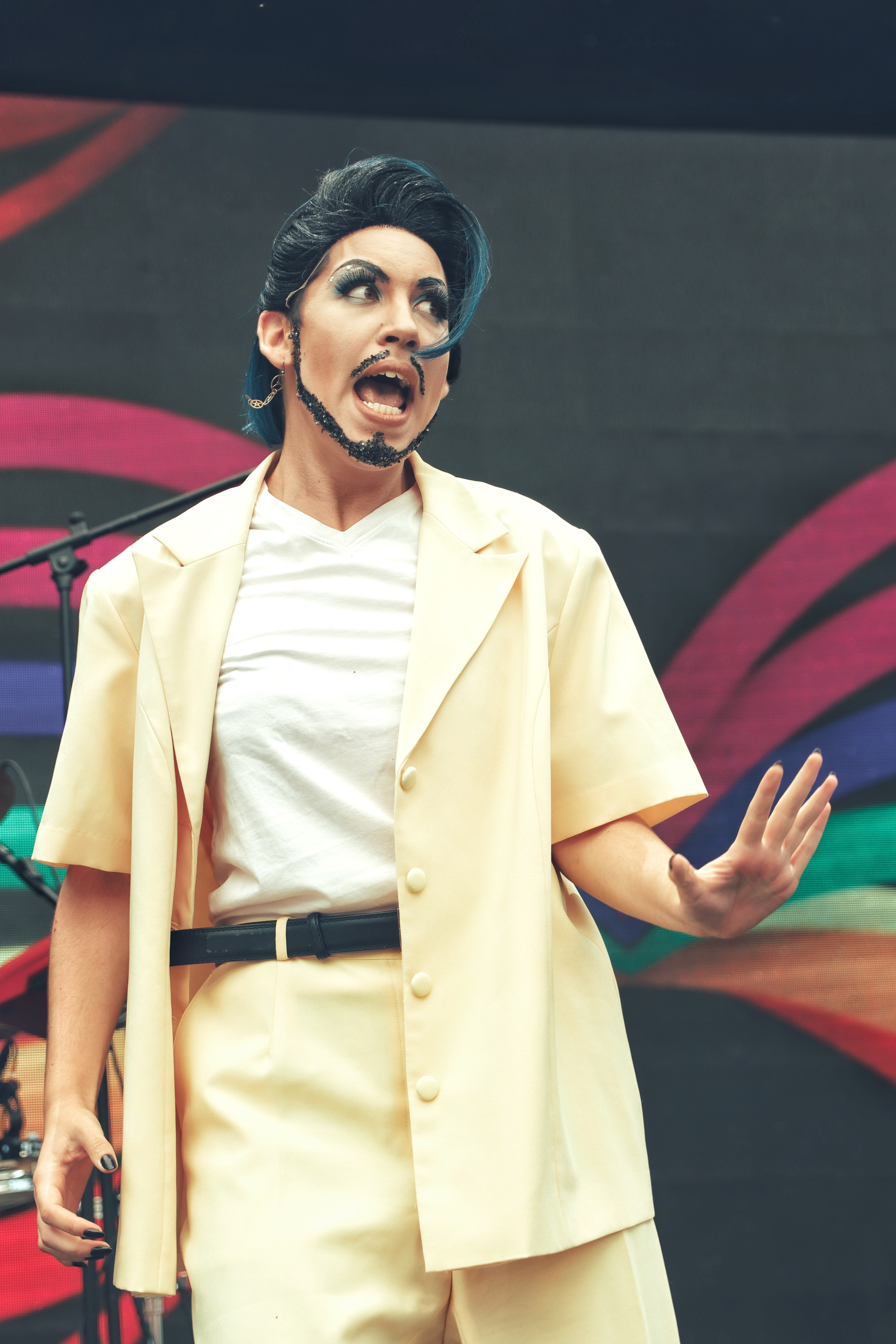
Drag king à la marche des fiertés de Haifa
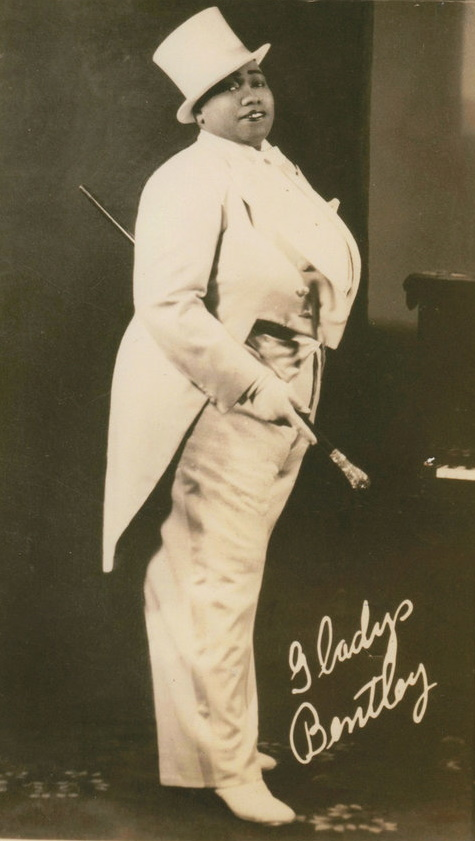
Gladys Bentley, male impersonator, vers 1930
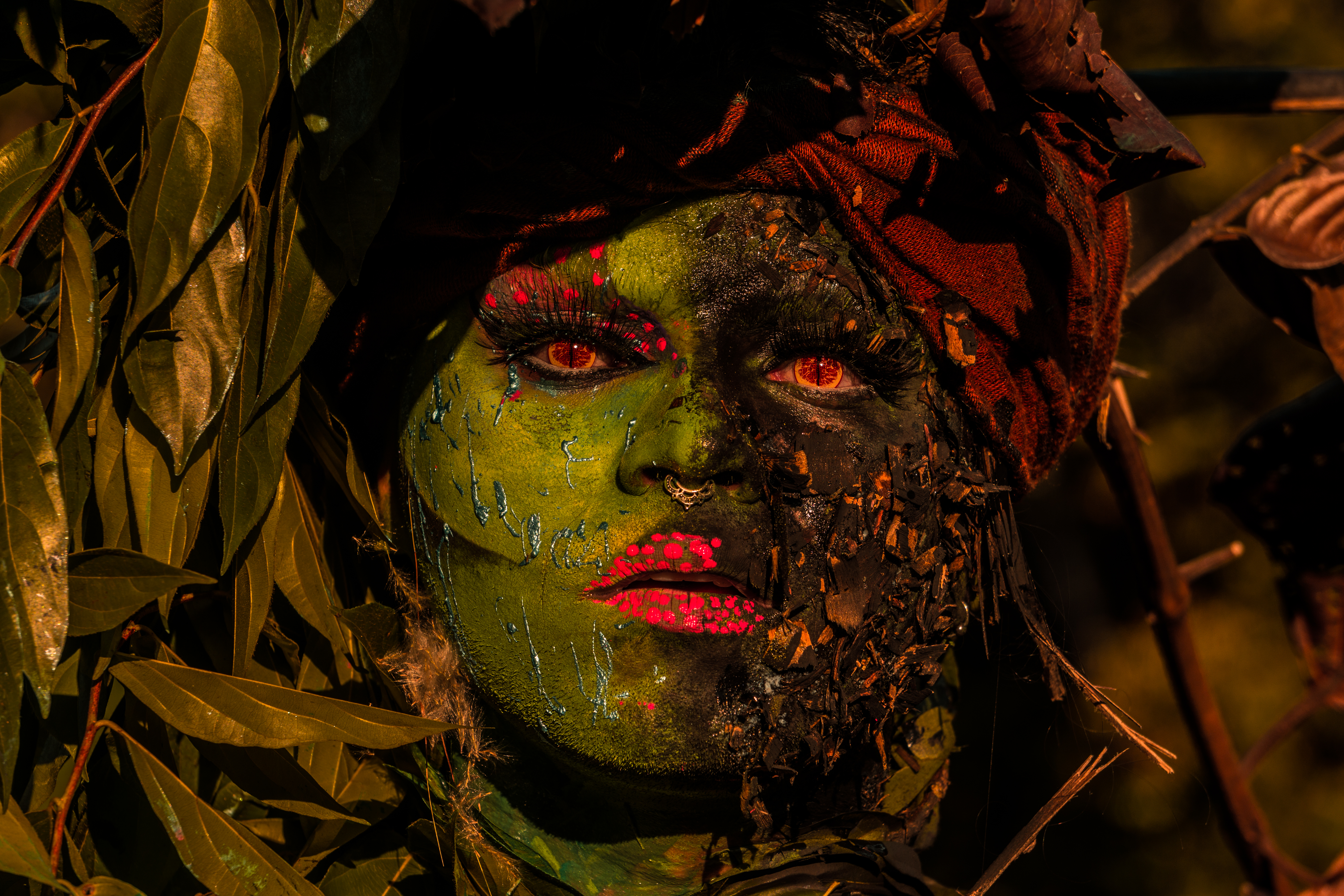
Uýra, drag non-binaire
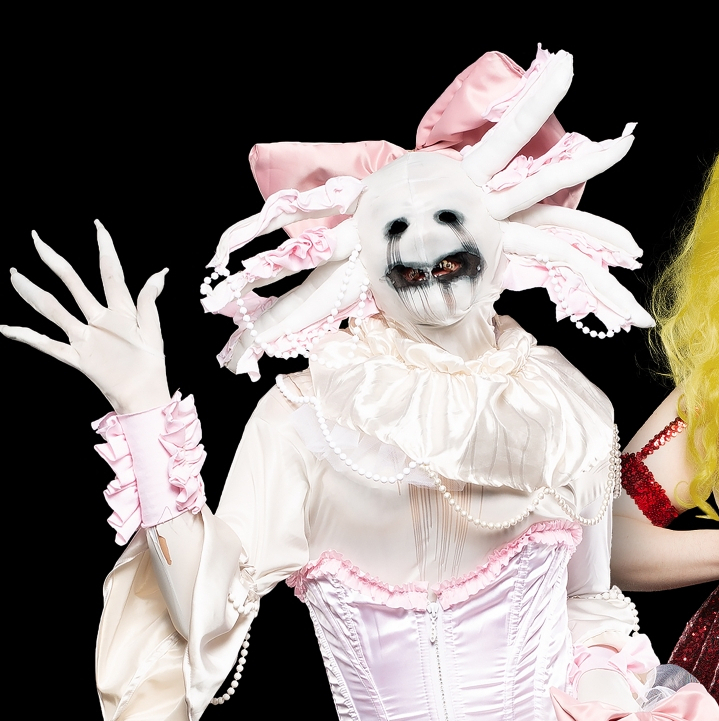
Yovska (en), drag horror

Certains milieux socio-économiques vont favoriser un type de drag plutôt qu'un autre : ainsi, à San Francisco, les queen du Castro sont majoritairement portées sur le glamour, portant des perruques complexes et chères et un maquillage beauté et cherchant le plus possible une présentation ultra-féminine, tandis que celles du South of Market sont dans un style punk rock et genderfuck.

### Transformisme

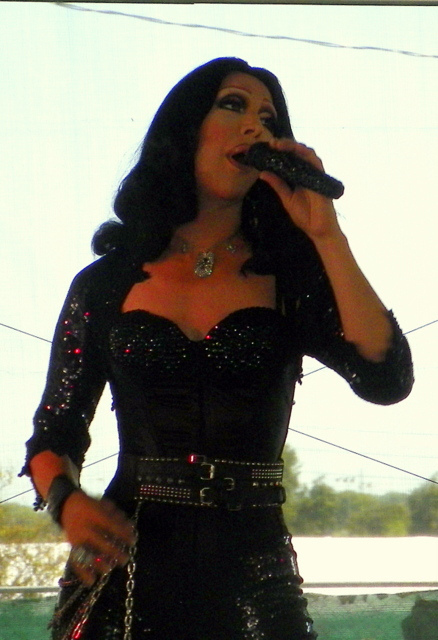
Chad Michaels incarnant Cher à l'Austin's Pride Festival de 2012

Le transformisme est un type de travestissement où l'artiste imite une célébrité par le maquillage, la coiffure, les vêtements, l'attitude corporelle et le timbre de la voix. Ce style de divertissement apparaît dès le début du XXe siècle dans les cabarets français. Le genre suit ensuite deux évolutions différentes : en France, le spectacle transformisme comporte plusieurs célébrités incarnées par le même artiste ; ainsi Christophe, du cabaret Chez Michou, joue dans la même soirée Mireille Mathieu et Chantal Goya, ce qui implique de pouvoir réaliser des transformations rapides. Aux États-Unis, en revanche, les artistes transformistes se spécialisent dans une seule personne, tel que Chad Michaels avec Cher ou Derrick Barry avec Britney Spears ; ils peuvent ainsi utiliser la chirurgie esthétique pour accentuer leur ressemblance.
L'inclusion du transformisme dans le drag fait débat : pour la franchise RuPaul's Drag Race, c'est le cas, et chaque saison inclut une épreuve de transformisme, le Snatch Game. Pour d'autres drag et transformisme sont deux formes distinctes de travestissement : pour Patsy Monsoon, artiste drag et chroniqueur, le drag est l'art d'inventer un personnage, un avatar, tandis que le transformisme est l'art d'incarner.

### Realness
Le terme realness correspond à la représentation spécifique et authentique : elle peut s'appliquer soit à une personne donnée et correspond ainsi au transformisme, mais aussi à des catégories générales, comme les cadres dirigeantes.
La realness est née dans la scène ballroom, où des artistes Noirs et Latinx incarnent diverses catégories devant un jury : cette performance montre le caractère construit et artificiel des catégories de genre, de race et de classe.
La realnessest, particulièrement pour les femmes trans avec la catégorie de female realness, un moyen de tester leur passing au sein d'une audience queer et d'évaluer si, dans un contexte où elles chercheraient pour leur sécurité à masquer tout signe de leur transidentité, des aspects de leur apparence les trahiraient. Elle est enfin un outil de coming in, une manière d'expérimenter avec sa présentation de genre dans un contexte protégé.
Pour Richard Mèmeteau, ce qui est aussi célébré dans la realness, ce n'est pas tant la ressemblance avec une catégorie donnée, mais la fierceness, c'est-à-dire la capacité des artistes à s'emparer de n'importe quelle catégorie ; cette capacité est une manière de rejouer les enjeux de survie liés à la traite négrière, comme le dit un participant de Paris is burning : « On nous a tout pris et pourtant on a tous appris à survivre » .

### Drag queen

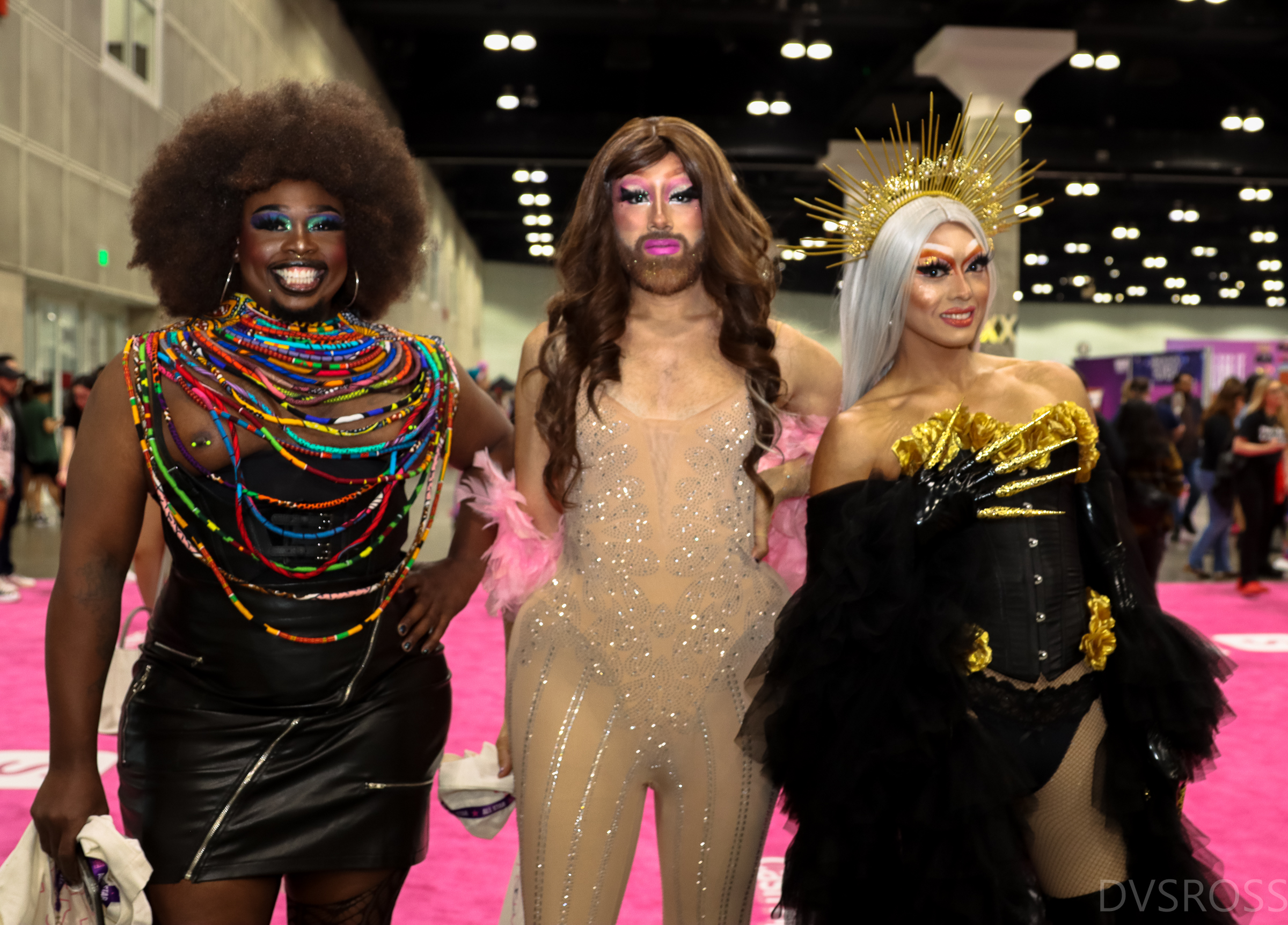
Trois drag queens lors de la RuPaul's Drag Con LA 2023

Les plus médiatisées des artistes drag, en particulier à cause de RuPaul's Drag Race, les drag queens performent une forme de féminité.

### Club Kids

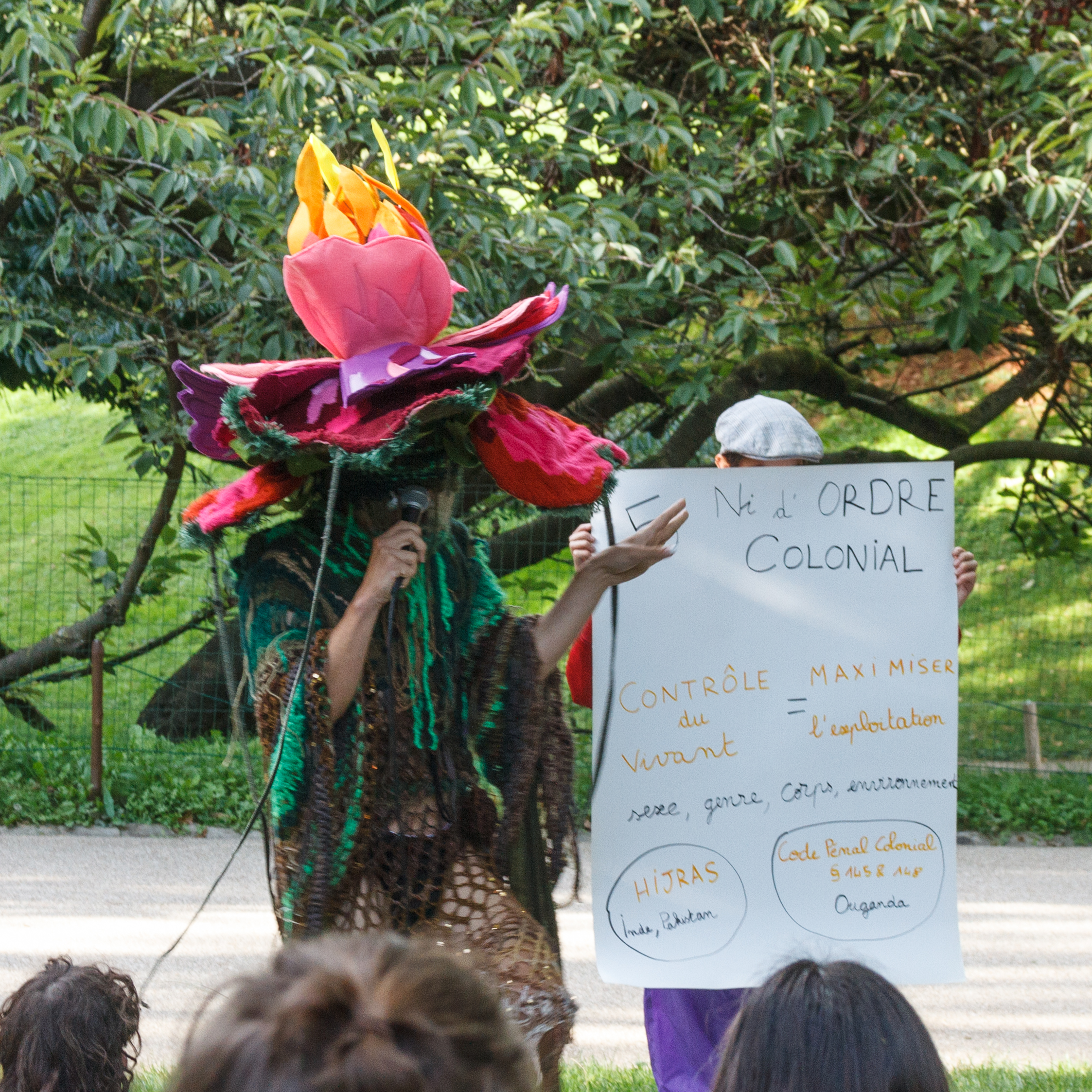
Symte Biose, Club Kid de France, en 2024

Apparu dans les années 1990 à New York, le mouvement Club Kids est une réaction punk, do it yourself, à l'esthétique outrageuse, liée à la nostalgie et à l'enfance,. 
À partir des années 2010, l'esthétique Club Kids est repris par des artistes drag, qui visent à incarner non pas un personnage genré mais être une sculpture vivante,.

### Drag quing
Les artistes drag quing, mot-valise entre « queen » et « king », mêlent des éléments de ces deux genres.

### Drag queer
La performance de genre des artistes drag vise une identité de genre floue ou indéterminée, comme pour les personnes genderqueer.

## Techniques

### Nom

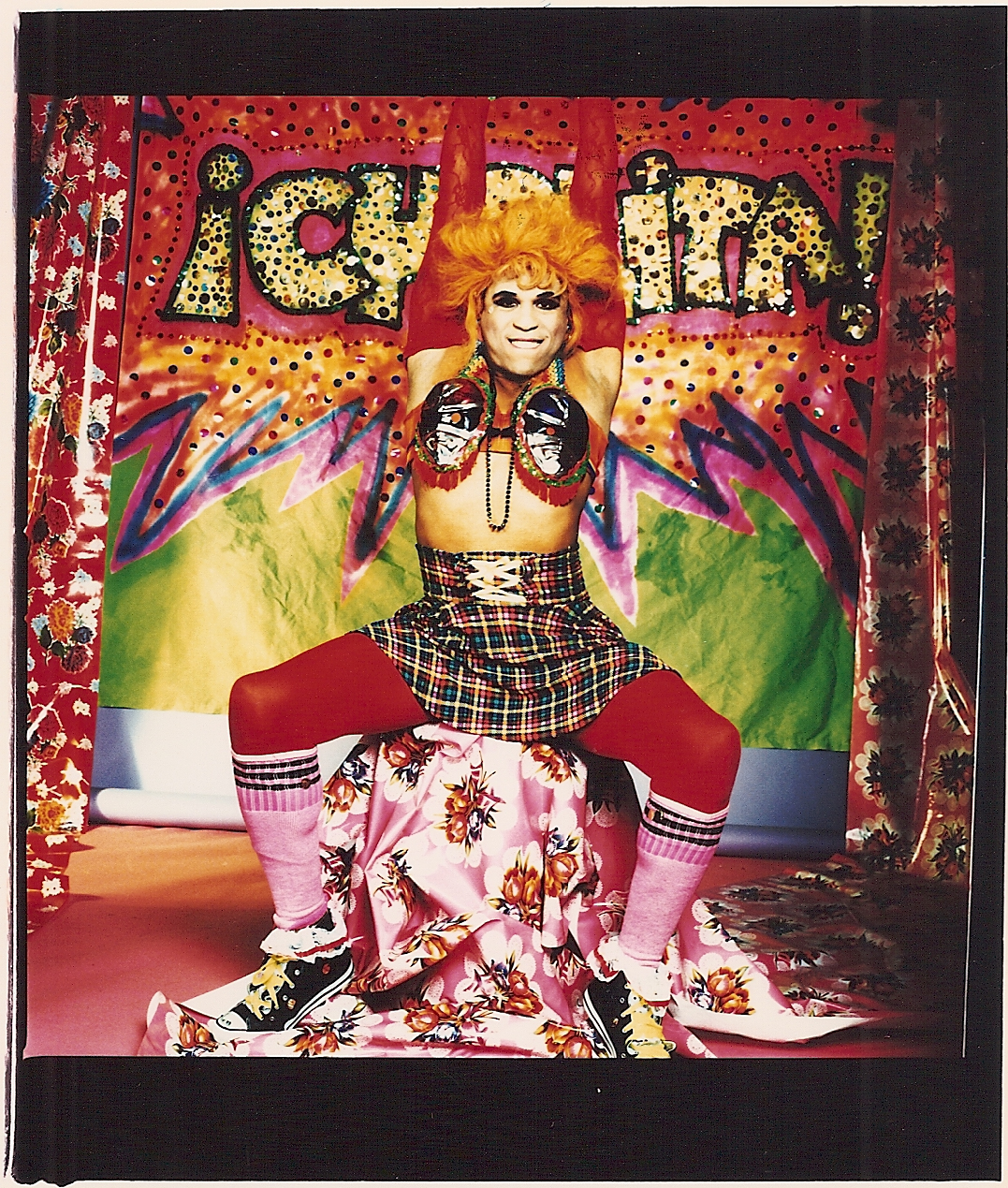
Affiche pour un show de Vaginal Davis ; son nom est un hommage à Angela Davis et être une manière de faire connaître la militante

Même si tous les artistes drag ne choisissent pas toujours un nom, celui-ci est un aspect primordial, puisqu'il permet à la fois d'être reconnaissable lors des concours de beauté, à la télévision, dans les bars et clubs et sur les réseaux sociaux, tout en renseignant le public sur plusieurs aspects du personnage : personnalité (Jiggly Caliente, Yvie Oddly), politique (Emily Tante, Vaginal Davis en hommage à Angela Davis), origine géographique (Barbada de Barbades, Manila Luzon), culture (Kim Chi) ou identité de genre (Ichgola Androgyn).
Le choix du nom peut être l'occasion de jeux de mots (Tia Kofi (en)) ou de références culturelles (Nicky Doll, pour Nicky Minaj). La signification peut aussi être très poussée : LaWhore Vagistan choisit de référencer Lahore, au Pakistan, pour résister à la partition entre l'Inde et le Pakistan qui a fait que sa famille, hindoue du Sind, des citoyens de l'Inde, tout en faisant écho la dimension sexuelle du projet coloniale britannique dans le sous-continent ; la sœur de la perpétuelle indulgence chicana Sister Mary-Kohn fait un jeu de mots avec « marícon », une insulte homophobe, manière de dénoncer les LGBTIphobies dans la culture mexicaine et le catholicisme, tout en référençant Roy Cohn, une manière de dénoncer l'hypocrisie dans la gestion de l'épidémie de sida qui rend le travail des sœurs nécessaires.

### Maquillage
L'une des techniques de maquillage les plus utilisées dans le drag est le contouring, qui permet par des jeux d'ombre et de lumière de recréer une nouvelle forme de visage, plus masculine pour les drag kings et plus féminine pour les queens. Cette technique peut avoir des connotations racistes : The Illustrious Perl choisit ainsi de ne jamais utiliser le contouring pour affiner son nez, afin de lutter contre les normes de beauté qui considèrent les nez des personnes noires, asiatiques et natives comme trop larges. Avoir la peau foncée rend d'ailleurs le contouring plus difficile, car les produits de base de contouring sont pensés pour des peaux claires.
En raison des contraintes d'éclairage, de nombreux artistes à la peau foncée utilisent d'ailleurs un fond de teint plus clair que leur peau afin d'être mieux visibles sur scène. D'autres utilisent des couleurs qui ne se retrouvent pas dans la peau humaine, comme le vert, le bleu, ou certaines teintes d'orange, notamment afin d'échapper à une assignation raciale. Pour d'autres, la teinte utilisée fait partie du message du drag, comme l'artiste Wodiwodi (en) Andrew Farrell qui utilise le maquillage blanc pour se moquer de l'idée que sa peau claire est en contradiction avec son héritage aborigène.
Le redessin des sourcils est aussi une étape classique, où les sourcils sont effacés, soit en les rasant, soit en les recouvrant de colle et de fond de teint, afin d'être refaits ensuite, dans un emplacement et une forme nouvelles.

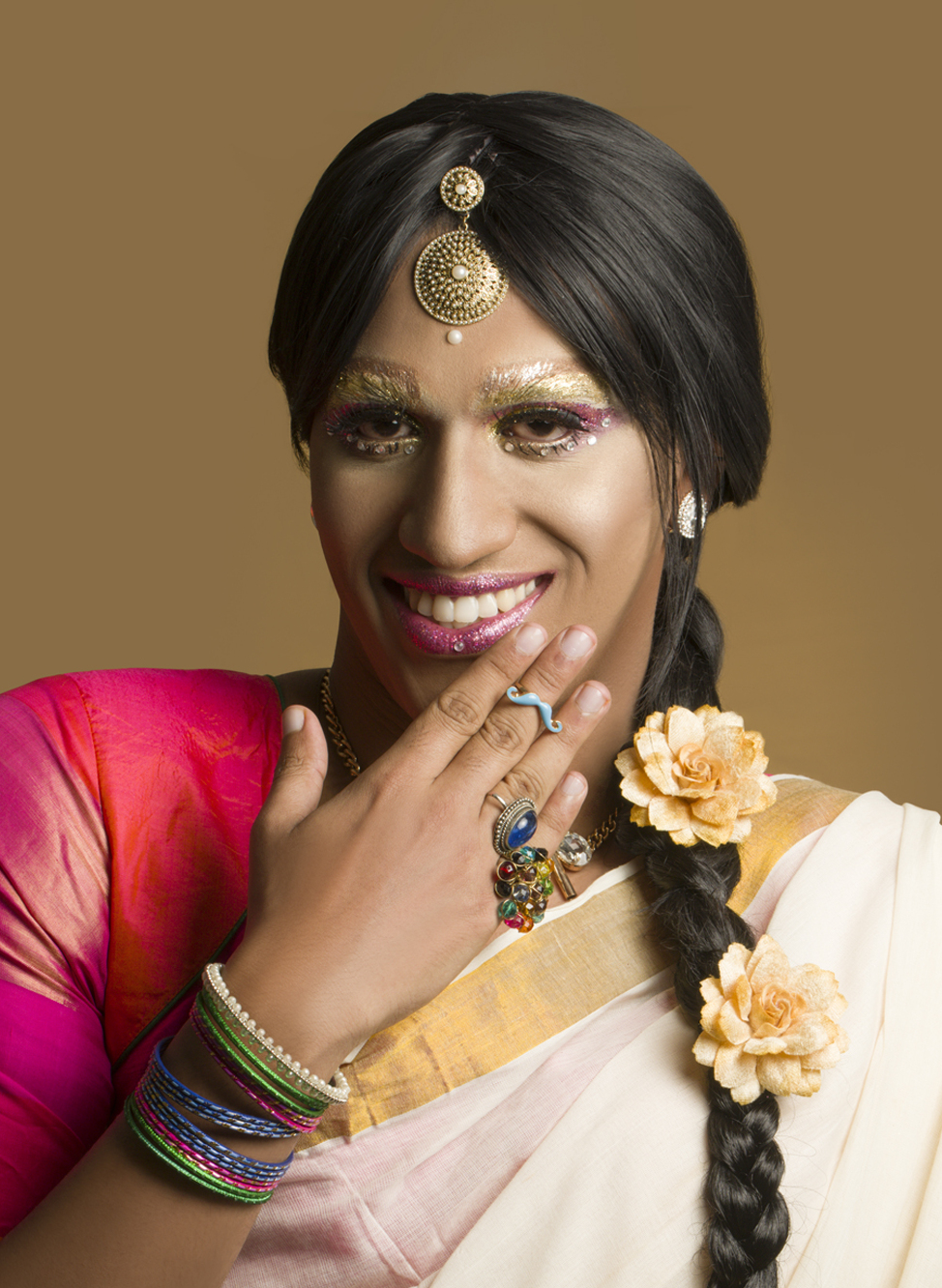
Les sourcils naturels de Maya the drag queen sont cachés sous le maquillage pour être redessinés.
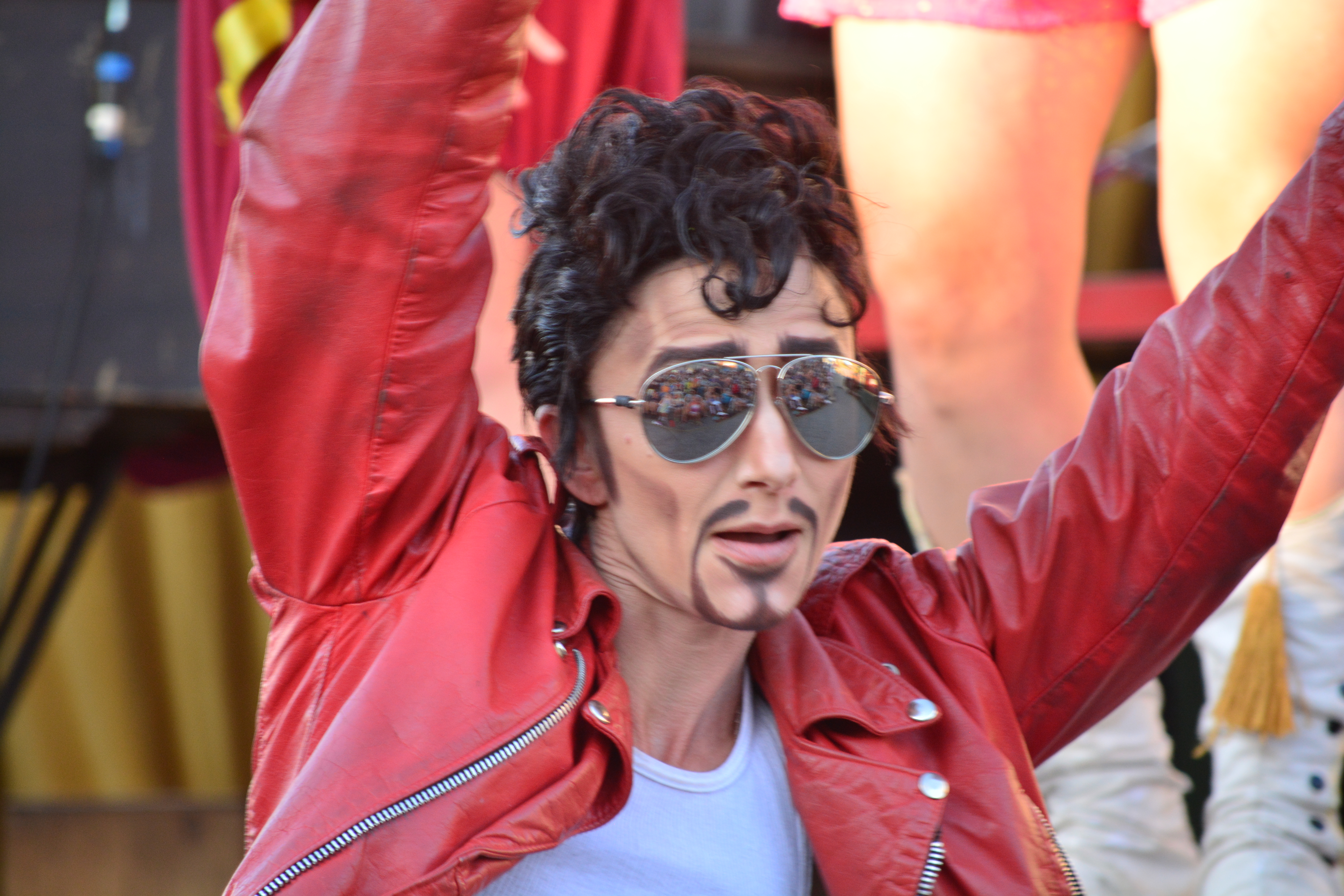
Le contouring permet de modifier la forme du visage ; ici, d'accentuer les angles pour donner un aspect plus masculin au king Manny Manstands.
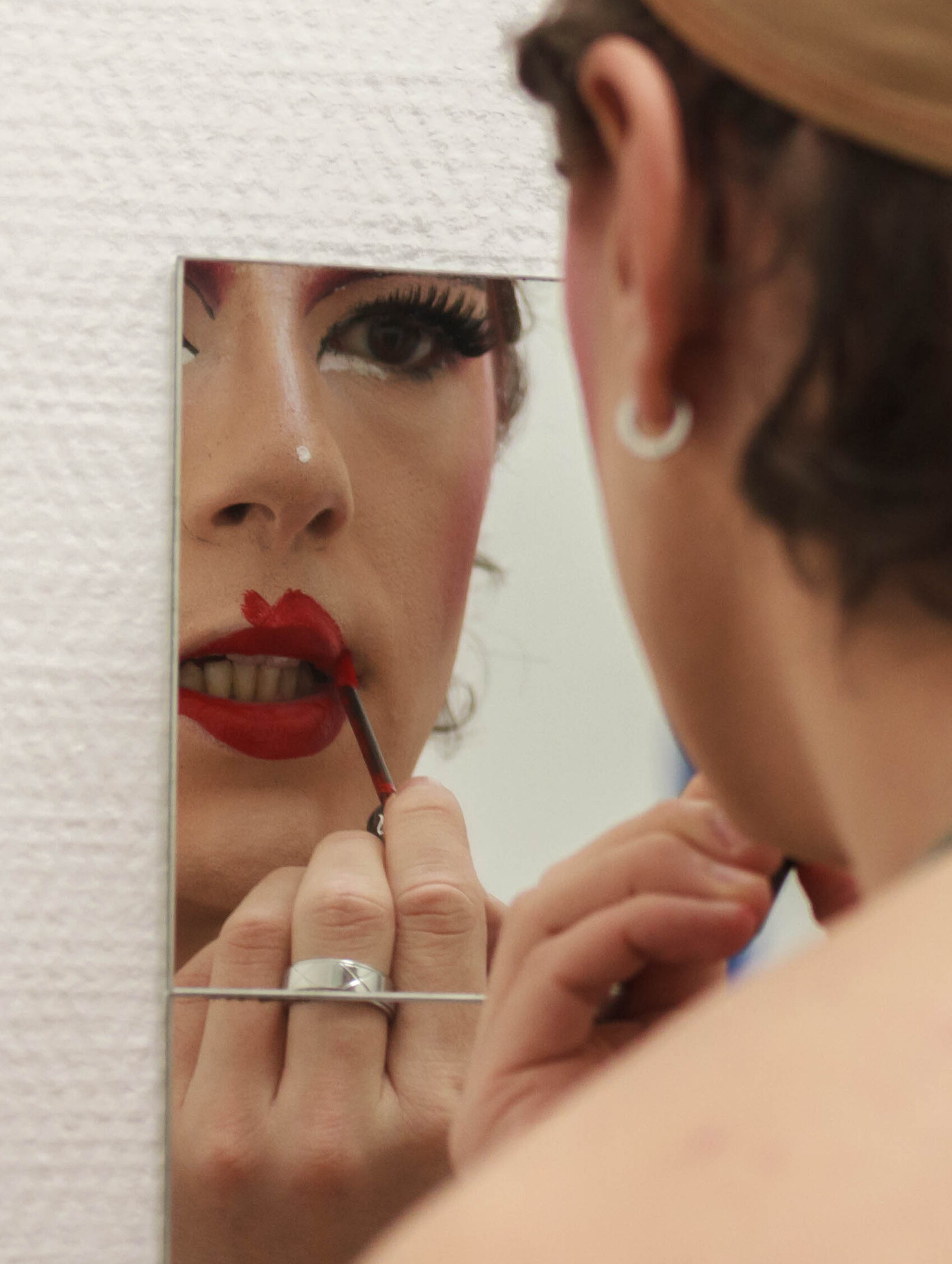
Emily Tante en coulisse. L'application de rouge à lèvre autour de la bouche permet d'en redessiner les contours.
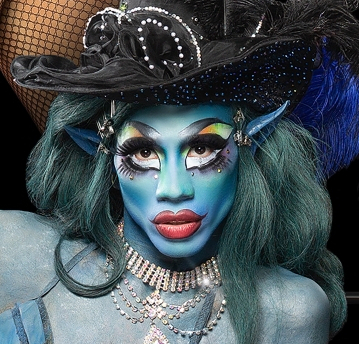
Maxi Glamour (en) pour la promotion de la saison 3 de The Boulet Brothers' Dragula (en)

La diffusion des techniques de maquillage se fait soit directement d'artiste à artiste, sous forme de mentoring ou de retours lors de concours de drag, soit par des vidéos de tutoriel sur les réseaux sociaux,.
Le maquillage est une grande source de dépense du drag en raison des quantités consommées, notamment pour être visible dans des espaces peu éclairés et tenir toute une soirée malgré la chaleur et la performance physique : Bianca del Rio consomme ainsi 10 tubes de rouge à lèvre par an, tandis qu'une barbe de drag king peut nécessiter un tube entier de mascara.

## Politique

### Au cœur des actions collectives

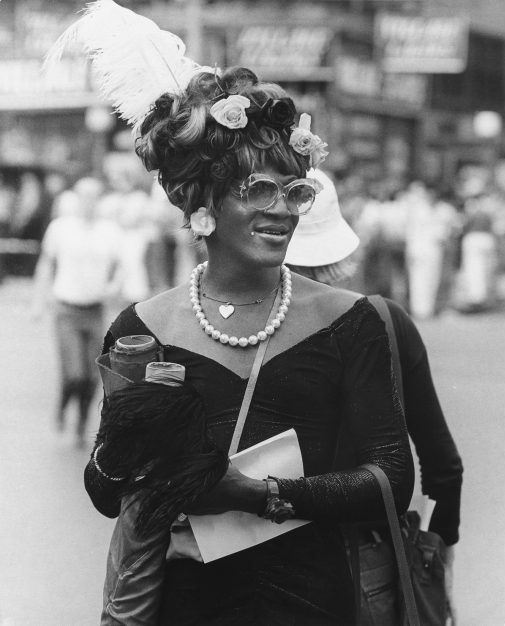
Marsha P. Johnson dans les années 1970

Dans Transgender Warriors, Leslie Feinberg explore l'histoire des luttes des personnes trans et travesties, ancêtres du dragtivisme. Un des évènements d'avant le 20ème siècle relié à l'histoire du drag est ainsi les émeutes de Rebecca, où des paysans gallois se travestissent pour protester contre le montant des droits de péage.
Plusieurs émeutes et affrontements ont lieu dans des lieux fréquentés par les artistes drag et les personnes trans, travesties et gay dans la fin des années 1960 aux États-Unis, en réaction au harcèlement policier subi : les émeutes de Compton en 1967 à San Francisco, l'année suivante à la taverne du Black Cat où performe José Sarria (en) et au New Face dans la même nuit, et la plus connue, les émeutes de Stonewall, où figurent le king Stormé DeLarverie et les queen Marsha P. Johnson et Sylvia Rivera, cofondatrices du groupe militant Street Transvestite Action Revolutionaries et parmi les organisatrices des premières marches des fiertés,.
En France, au début des années 1970, le groupe des Gazolines jette les bases de l'utilisation de l'humour camp dans la communication militante avec happenings et slogans absurdes type « nationalisons les usines de pailettes ! ».

### Lutte contre le sida

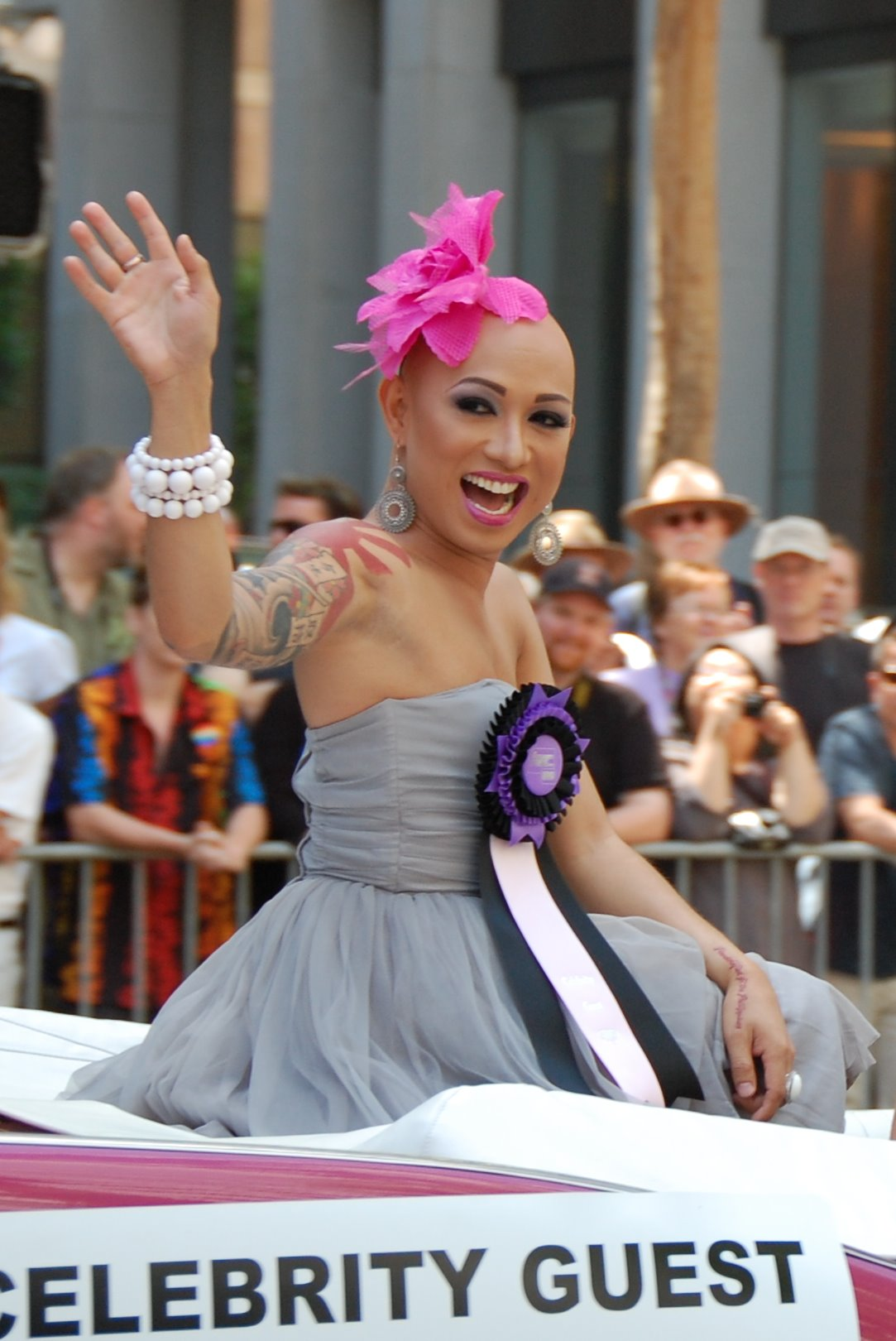
Ongina lors de la marche des fiertés de San Francisco 2009

La pandémie de sida frappe durement les communautés drag et ballroom, emportant Dorian Corey (en), Hibiscus, Ethyl Eichelberger (en), Leig Bowery, Sylvester et  Angie Xtravaganza (en). À la même époque apparaissent les sœurs de la perpétuelle indulgence, organisation politique qui, à l'image des Radical Faeries et des Cokettes, utilise le travestissement pour porter des messages, apporter du soutien face aux deuils, déconstruire l'homophobie intériorisée et récolter de l'argent pour les personnes LGBT+ les plus défavorisées, comme celles sans abris ou réfugiées. Les sœurs réalisent aussi des cérémonies nuptiales et des baptêmes. D'autres initiatives d'artistes, tels que le sidragtion en France, vises à récolter des fonds pour les personnes affectées par le VIH.œ
Dans les années 2010 et 2020, plusieurs drag queens révèlent publiquement leur séropositivité, contribuant ainsi à en atténuer le stigmate : Ongina lors de la première saison (en) de RuPaul's Drag Race, puis Charity Kase (en), Courtney Act, Panti Bliss, Trinity K. Bonet (en), Venus D-Lite (en), Jade Elktra (en) et Conchita Wurst. Lors de la première saison de Drag Race France, Lolita Banana profite de la visibilité médiatique de l'émission pour augmenter la visibilité de la campagne U=U, portant le slogan sur ses mains dans une tenue en forme de sang lors du défilé d'hommage à Mylène Farmer. Dans la saison 4 de Drag Race UK, Cheddar Gorgeous (en) reprend le visuel du triangle rose, initialement utilisé dans les camps nazis pour identifier les homosexuels avant d'être repris par ACT UP comme symbole de la lutte contre le sida.
Le drag est aussi un moyen pour les personnes atteintes du sida de lutter contre la maladie, comme c'est le cas d'Hunter Reynolds (en) ; il portera, en drag, une robe portant vingt-cinq mille noms de personnes mortes à cause du VIH.

### Activisme

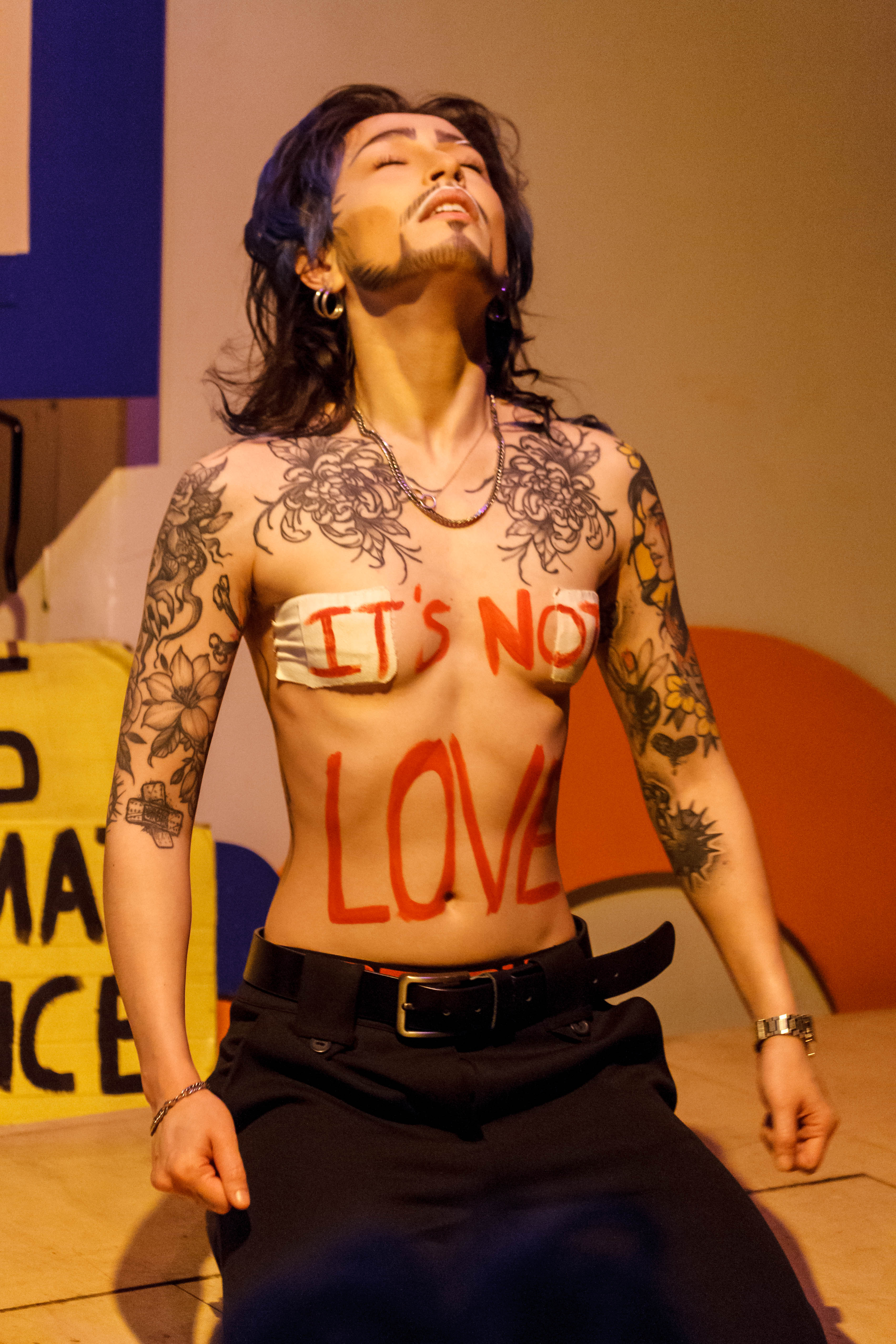
Levo Evolove en 2023, à la fin d'une performance sur les violences conjugales

Le drag est un moyen de renforcer la portée de messages d'activisme politique ; c'est par exemple le cas du discours de Panti Bliss en réaction aux propos homophobes de journalistes, l'engagement contre l'extrême-droite et le VIH d'Olivia Jones, le militantisme contre Nayib Bukele de Lady Drag (es) au Salvador , ou la dénonciation du report, par Manuel Valls, de la loi permettant l'ouverture de la procréation médicalement assisté aux couples lesbiens, par la réalisation d'un king mettant en scène un enterrement, symbolisant la mort du courage politique parl'association lesbienne FièrEs . Plus généralement, de nombreuses performances drag king visent à représenter le patriarcat afin de le dénoncer.
Le drag est aussi utilisé dans le cadre de l'activisme écologique : c'est le cas notamment d'Uýra, artiste munduruku travaillant à la préservation de la forêt amazonienne ainsi qu'à la remise en cause de l'épistémicide colonial.

### Antiracisme
Historiquement, l'avènement de la scène ballroom est d'ailleurs une réaction au racisme que subissent les personnes Noires et Latino aux États-Unis, et une manière de déconstruire non-seulement les catégories de genre, mais aussi celles de race et de classe,.
De nombreux artistes drags utilisent les performances ou les tenues pour faire passer des messages antiracistes.
C'est par exemple le cas de Kimora Amour (en), qui utilise le thème de défilé « Ugly as Sin » dans Canada's Drag Race pour raconter l'histoire des personnes Noires esclavagisées fuyant les États-Unis pour se réfugier au Canada. L'artiste Cris bispirituel Miss  Chief  Eagle Testickle, réalise en 2008 une installation dans une galerie, Danse to the Berdach, suivie en 2010 d'un clip vidéo, Danse to Miss Chief, une manière de s'inscrire dans l'histoire des berdaches et de la communauté queer moderne tout en dénonçant le colonialisme qui a marginalisé des identités de genre natives.
En France, c'est le cas notamment pour les queen Kitty Space et Aaliyah Xpress dont les performances déconstruisent le racisme anti-asiatique en France,.
L'artiste Amrou Al-Kadhi (en), quant à lui, vise à réconcilier son héritage culturel du Moyen-Orient avec l'homosexualité et le drag.
Ce travail peut avoir une double portée : ainsi, la drag queen sud africaine Belinda Qaqamba Ka-Fassie marie dans ses spectacles une tenue blanche traditionnellement porté par les hommes Xhosa lors des cérémonies de circoncision avec des coiffes en perle portées par les femmes au moment de leur mariage, une manière à la fois d'interroger les normes de genre Xhosa et le racisme de la société sud-africaine qui exclue ces tenues traditionnelles des normes vestimentaires.

### Engagement électoral

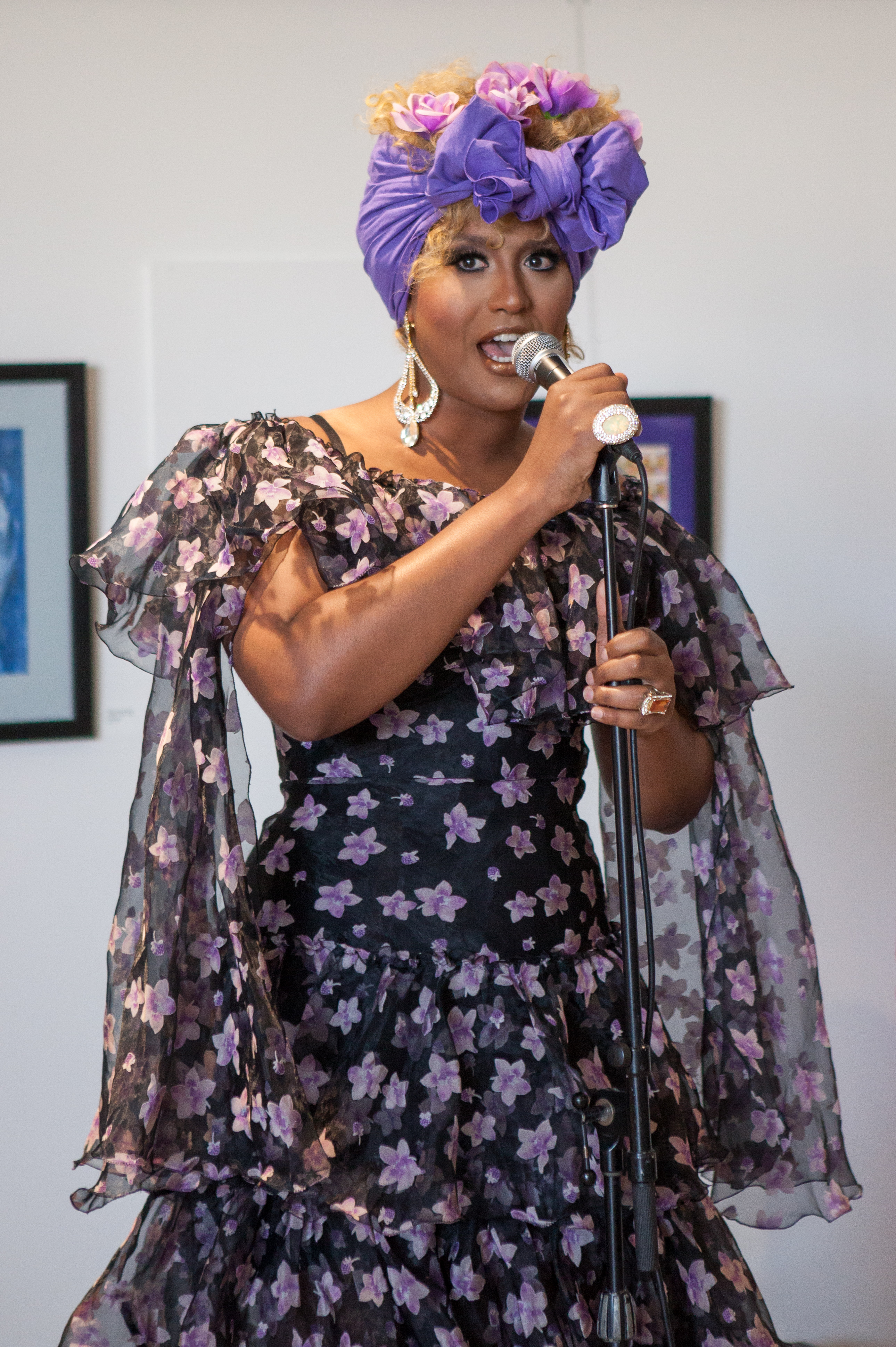
chantant en 2017 lors du 15ème anniversaire du centre LGBT de San Francisco

En 1977, Carmen Rupe se présente pour être mairesse de Wellington, en axant son programme sur la légalisation du mariage gay et des maisons closes.
En 1982, Sister Boom Boom (en), se présente  au conseil des superviseurs de San Francisco où elle se classe huitième sur cinq postes à pourvoir ; l'année suivante, pour l'empêcher de présenter à l'élection municipale, la mairesse passe une loi, surnommée « loi Sister Boom Boom », obligeant à candidater sous son nom civil.
Dans les années 1990, Joan Jett Blakk se présente pour la mairie de Chicago, puis pour la présidence des États-Unis et enfin la mairie de San Francisco; son objectif n'est pas d'être élue mais de rendre plus visibles les revendications et problématiques des personnes LGBTQ+.
Si Jón Gnarr, fraîchement élu maire de Reykjavik, participe à la marche des fiertés de sa ville en drag, la première véritable artiste drag élue est Maebe A. Girl (en), qui siège à partir de 2019 au conseil de quartier de Silver Lake. Deux ans plus tard, Honey Mahogany (en) est élue au comité démocrate du compté de San Francisco, dont elle prend la présidence, devant la première élue du pays à être à la fois trans et Noire. À New York, Marti Gould Cummings tente, sans succès, d'accéder au conseil de la ville et Betty Fck se présente aux élections parlementaires de Finlande.

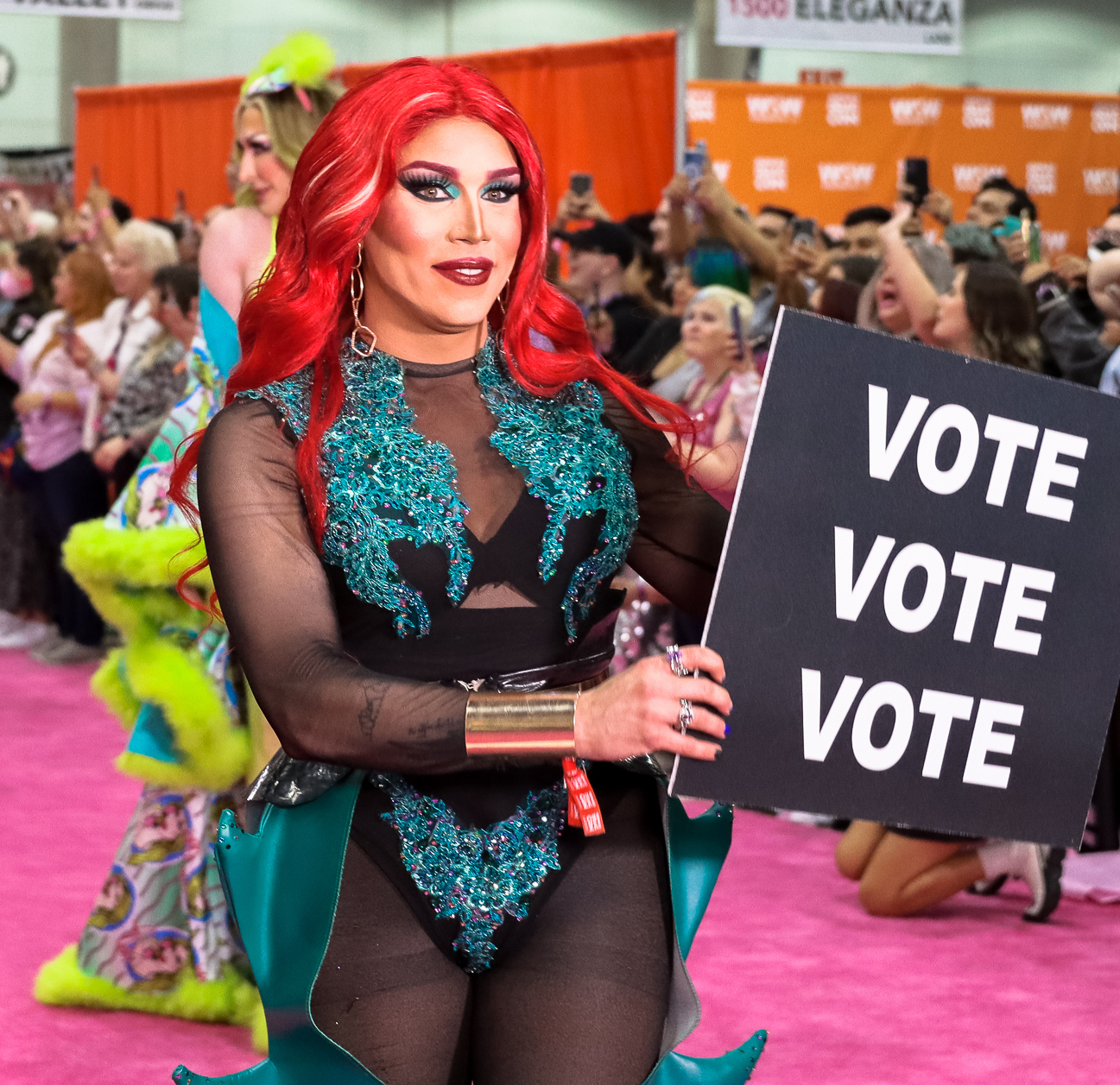
Drag queen à DragCon LA 2023

Après l'élection de Donald Trump en 2016, trois cent artistes drag américains, dont de nombreuses candidates de Ru Paul's Drag Race participent à Drag Out the Vote, une campagne massive appelant le public des drag shows à s'enregistrer sur les listes électorales et à voter.

## Signification

### Espace d'expérimentation collective
Outre la realness, qui peut être un moyen pour les personnes trans de tester leur passing ou être un outil de coming in, le drag est plus généralement un espace d'expérimentation débarrassé des attentes de respectabilité qui peuvent peser au travail et en famille. Ainsi, les idées, désirs, genres et goûts des personnes trans et queers peuvent exister de manière collective. Pour l'anthropologue Esther Newton (en), la drag queen est pour les hommes homosexuels une manière de maintenir une forme de contre-pouvoir en se réappropriant le stigmate de l'homosexuel efféminé.

### Communauté de désir
Kathryn Rosenfeld, caractérisant la communauté queer comme une « communauté de désir », c'est-à-dire un groupe qui cherche ses relations érotiques et amoureuses de manière endogame. Cette communauté de désir s'exprime par différents signes: mouvements du corps, registres de voix, manières de parler, positions sexuelles, habillement, accessoires, coiffures, musiques et sons, qui se retrouvent concentrés dans le drag.
Dans ce contexte, l'excitation sexuelle est valorisée et fait partie intégrante de la transmission de messages plus larges. L'acte du pourboire peut ainsi être fortement érotisé, soit directement, en rapprochant le corps de l'artiste drag de celui du public, mais aussi car l'acte lui-même rappelle les pratiques du travail du sexe, notamment le striptease et la prostitution.

### Disruption du regard masculin

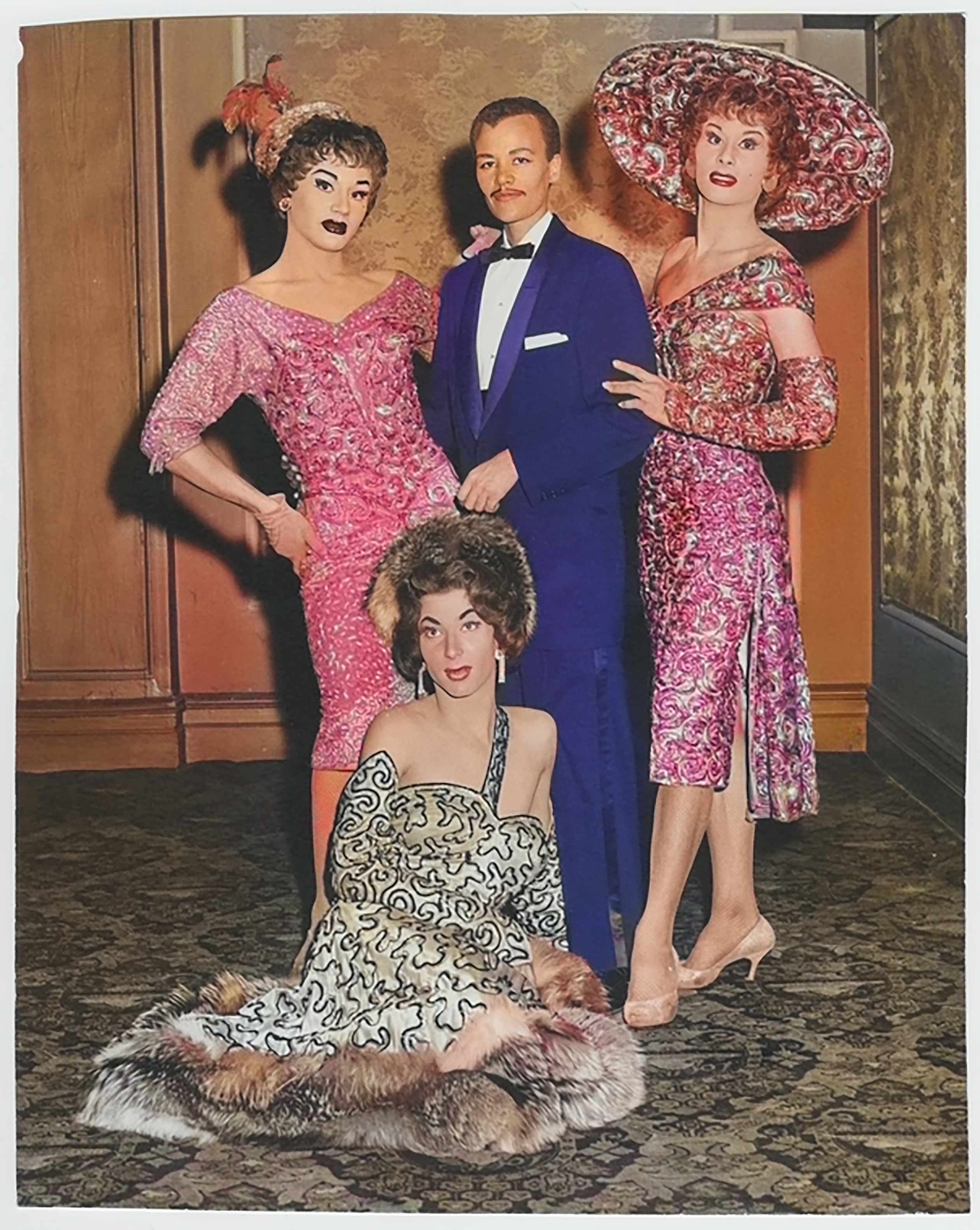
Stormé DeLarverie, ici entouré de female inpersonators, en étant visiblement drag king, a durablement influencé la mode lesbienne en inspirant de nombreuses lesbiennes, en particulier stud et buch, à porter des costumes

Historiquement, le théâtre est un domaine dominé par les hommes, qui y décident de la manière dont les femmes y sont représentées : cette constante, qui se retrouve au cinéma, est théorisée par les penseuses féministes comme le regard masculin. Dans ce sens, le drag performé par des lesbiennes, notamment le drag king, est à la fois une dénonciation et une subversion de cette hégémonie masculine.

### Réappropriation du genre
De nombreuses personnes LGBTQIA+ doivent, en grandissant, cacher des aspects de leur personnalité afin d'être plus acceptables pour la société ; le drag est une manière pour elles de pouvoir renouer avec ces parties laissées de côté. Pour les personnes trans, le drag peut être un outil de coming in, une manière d'expérimenter avec sa présentation de genre dans un contexte protégé, afin de travailler leur passing ou au contraire de s'affranchir des contraintes de celui-ci,.

### Dénaturalisation du genre et des catégories sociales
La principale fonction sociale du vêtement est de rendre visible le genre de la personne qui le porte. Ce sens est très peu porté par la fabrication elle-même du vêtement, mais plutôt par des aspects secondaires ou tertiaires, tels que la manière de draper ou de plier le tissu pour le porter. Bien que la frontière entre vêtements féminins et masculins varie entre les cultures et les époques, celle-ci est pensée comme une donnée intrinsèque et immanente. Dans ce contexte, le travestissement, et particulièrement le drag, en reculturalisant le vêtement, montre que la masculinité et féminité ne sont pas naturelles mais au contraire des constructions sociales.
Ce point est développé par les penseuses queer Judith Butler, Karine Espineira et Maud-Yeuse Thomas, pour qui le drag, en parodiant les marqueurs de montre que celui-ci est une construction sociale qui fait l'objet d'une performance. Pour Laurence Senelick, c'est dans la nature théâtrale du drag que réside la subversion : en effet, chaque objet prend un sens différent à l'instant où il apparaît sur scène, perdant son rôle trivial pour revêtir un sens symbolique. Le drag, en faisant du genre un objet théâtral, rend ainsi visible son caractère symbolique et non pas naturel.
Pour Sarah Hankins, la puissance subversive du drag, qu'il soit queen ou king, réside dans sa capacité à combiner, chez un même artiste, des normes de masculinité et de féminité, citant en exemple les drag queen à barbe. Rapprochant, d'une part, la figure de la drag queen assertive avec celle de la dominatrice, et, d'autre part, celle du drag king timide avec celle de l'homme soumis, Hankins avance que le drag, comme le BDSM, montre que les dynamiques de pouvoir au sein du genre sont réversibles.
Pour Kareem Khubchandani, le plaisir du drag pour le public ne réside pas dans la capacité des artistes à incarner le genre opposé au leur, mais dans celle d'en inventer de nouveaux et de créer des univers alternatifs.
Pour Richard Mèmeteau, c'est dans la multiplication des catégories de drag, et plus particulièrement dans les ballrooms, que s'effectue une grande part de la dénaturalisation du genre : à partir du moment où le genre ne devient qu'un élément parmi d'autres, il perd une partie de son pouvoir oppressif et normatif.
Cette dénaturalisation s'effectue de différentes manières : par exemple, une drag queen blanche peut porter un maquillage de white face, dénonçant ainsi la pratique du blackface et inversant le rapport de racisation qui fait de la peau blanche la norme et de la peau noire la divergence marquée par rapport à cette norme.
Enfin, la subversion des normes blanches et hétéropatriarcales se fait par l'iconification des pionnières de la ballroom et particulièrement des {{ et des houses légendaires, qui incarnent une nouvelle forme de référence et d'identification.

## Économie
Le milieu du drag est composé de personnes aux revenus économiques très disparates, qui vont de personnes sans revenu réalisant du drag par passion avec des matériaux de récupération à RuPaul dont la fortune est estimée à 60 millions de dollar en 2024. Les revenus des artistes sont très irréguliers et dépendent de leur lieu de travail, de leur réputation et de leur type de drag : Pixie Aventura, queen New Yorkaise, a ainsi eu 70 000 $ de chiffre d'affaires en 2022, tandis que Levo Evolove, king parisien, touche entre 0 et 700 euros par mois pour son drag.

### Financement communautaire
Les spectacles de drag sont un instant privilégié de financement communautaire en permettant de lever de l'argent pour diverses causes : frais de torsoplastie, soin pour les personnes atteintes du VIH/Sida, bourses d'études pour les communautés les plus marginalisées, comme la nation Navajo.

### Dépenses
Le drag revient cher aux artistes, en particulier en raison de l'achat de maquillage, de perruques et de tenues. Aux achats s'ajoute le coût de stockage : les artistes drag stockent leur matériel chez eux, généralement dans des villes dense où le loyer est très élevé.

### Revenus

#### Bookings
Le revenu premier des artistes drag est le booking, c'est-à-dire le fait d'être payé par les clubs ou les bars pour s'y produire. Ceux-ci peuvent varier très fortement en fonction des pays et de la notoriété des artistes : aux États-Unis, Latrice Royale a ainsi commencé avec 50$ par soirée, pour finir par près de 10 000$ par soirée après son passage à RuPaul's Drag Race. En Europe, les cachets sont bien moins élevés : au Royaume-Uni, la queen Vinegar Stroke (en) est ainsi passée de 150 livres sterling à 500 livres ; en France, en 2018, les artistes drag se regroupent pour obtenir des rémunérations décentes, mais peinent à obtenir 100 euros par soir.

#### Pourboires

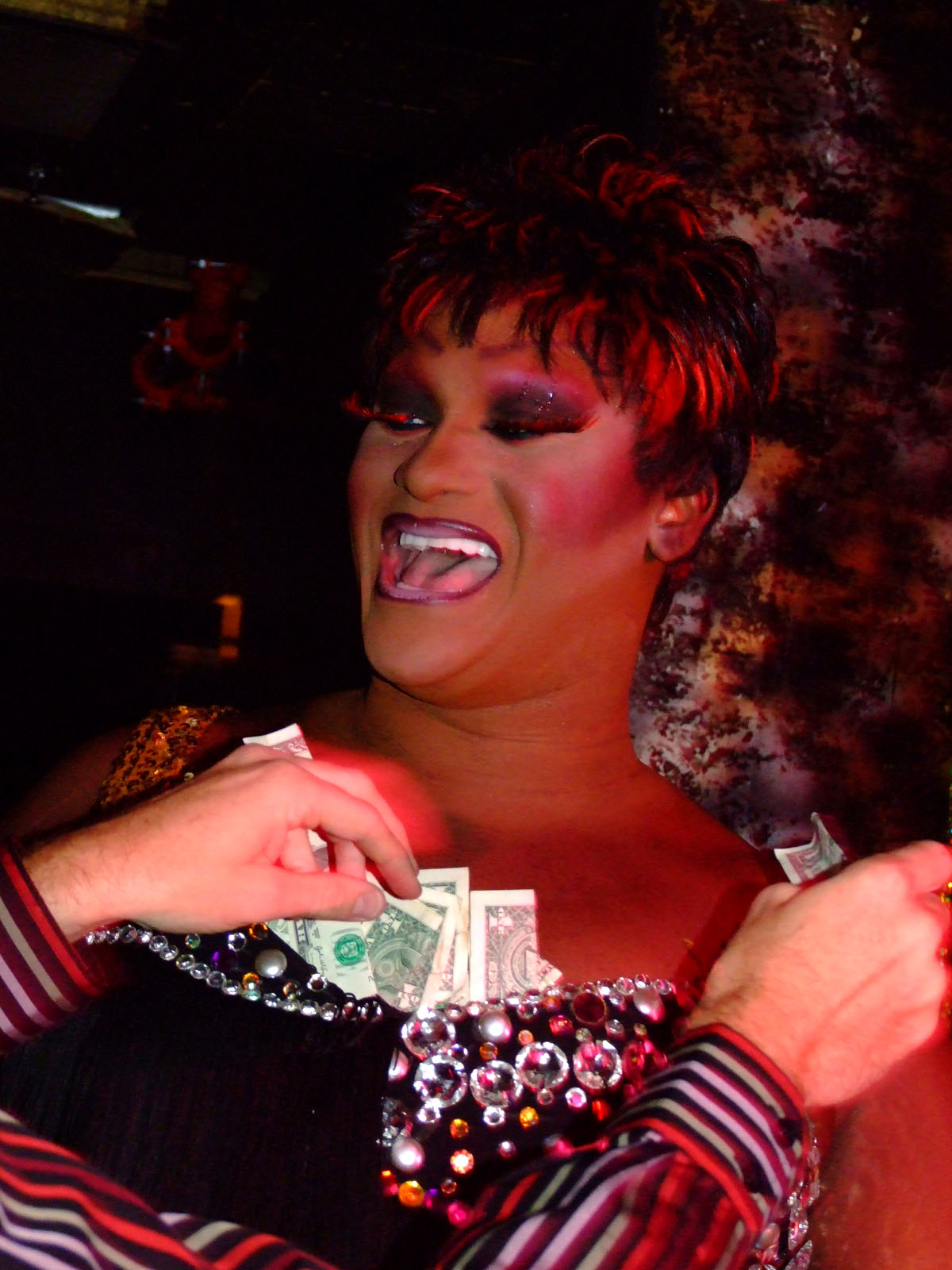
L'acte de donner un pourboire fait intégralement partie de certains drag shows

Une partie importante des revenus des artistes drag proviennent de pourboires. Ceux-ci représentent d'ailleurs souvent la majorité des dépenses du public, avant le coût d'entrée du lieu et les consommations. Cela permet au public de soutenir directement les artistes et les communautés queer en général, ce qui est rarement le cas et aboutit souvent à ce que l'art LGBTQIA+ n'arrive pas à s'inscrire dans la durée.
Dans de nombreux shows drag, surtout ceux qui ont une dimension érotique, l'acte de distribution des pourboires fait entièrement partie du spectacle, avec la participation active du public. Certains évènements proposent d'acheter des drag dollar, en liquide ou carte bleue, pour les distribuer aux artistes pendant le show.
Johnny Blazes, artiste faisant à la fois du queen et du king à Boston, témoigne de recevoir plus de pourboires en queen : son hypothèse est que la féminité est plus souvent réifiée, qu'il est donc plus acceptable culturellement d'en faire un produit de consommation, tandis que la sexualité masculine existe juste sans être marchandisée.

#### Publicité
Dans une enquête portant sur les liens entre la publicité et le milieu drag entre 1973 et 2019, les chercheurs Juan Mundel, Samantha Close et Niki Sasiela n'ont trouvé qu'exclusivement des queens représentées. En plus de la réification de la féminité à l’œuvre dans les pourboires, Pour plusieurs artistes de king, cela s'explique notamment car le drag king est par nature révolutionnaire, car antipatriarcal et donc incompatible avec le capitalisme, tandis que certaines formes de drag queen, en particulier celles valorisées par Drag Race, sont moins politisées. Mundel, Close et Sasiela notent d'ailleurs que les queen sont choisies plus pour représenter la féminité que la queerness et la culture LGBT.
Ces publicités, qui sont de plus en plus nombreuses, le sont généralement pour des accessoires de mode (lunettes, chaussures, vêtements, sous-vêtements), mais aussi de l'alcool, du maquillage ou des produits d'hygiène. Les queens représentées sont très majoritairement blanches, et, à l'exception de Divine et Miss Richfield, exclusivement des participantes à Drag Race. Dans l'écrasante majorité, les queens ne sont pas sexualisées lors de ces campagnes.

## Par région

### Afrique
Plusieurs formes de travestissement ritualisé existent dans des cultures africaines, où le fait pour les femmes de revêtir des vêtements d'homme prend une forme spirituelle, tel que pour les filles Zulu qui prennent les vêtements de leurs frères pour sortir le bétail afin de provoquer la pluie ou la danse du nyukul par les Uki Douala lors de funérailles.
Les femmes qui pratiquent la sape se rapprochent des drag kings dans le sens où à la fois la sape est une célébration d'une esthétique exubérante partageant des codes avec le drag et avec le dandysme de la culture lesbienne, mais aussi car en prenant une esthétique masculine en la parodiant, elles permettent de dénoncer la dévalorisation des femmes dans la société congolaise.
La possibilité pour le drag d'exister repose sur l'existence d'espaces LGBT plus ou moins clandestins. Ainsi, en Ouganda, où l'homosexualité est très réprimée, les personnes qui souhaitent faire du drag et plus généralement vivre ouvertement leur homosexualité et leur transidentité décident de fuir, le plus souvent au Kenya où le statut de réfugié de genre existe ou en Afrique du Sud.
À Nairobi, quelques bars LGBT existent, où des soirées drag sont rarement organisées.

### Amérique

#### Amérique du Sud

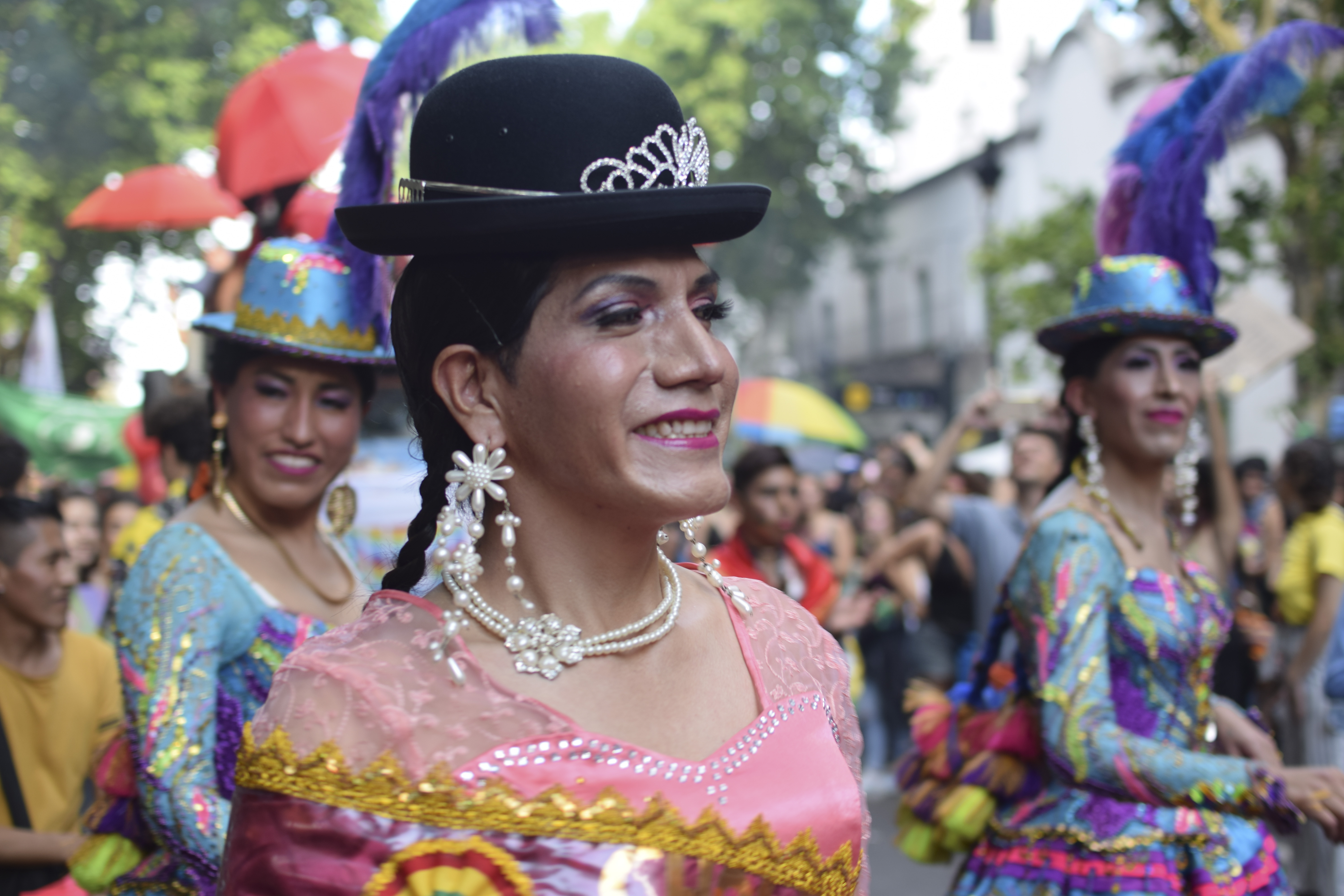
Chinas Morenas lors de la

Dès les années 1960, le drag est présent dans les carnavals d'Amérique du Sud : c'est le cas en Bolivie, où la China Morena (es), interprétée par des hommes homosexuels et des personnes trans et travestis, devient de plus en plus populaire, en particulier lors du Carnaval de Oruro et grâce au travail militant de la Familia Galán (es). Au Chili, le groupe Blue Ballet (es), qui comprend notamment Candy Dubois (es) et Marcia Torres, ainsi que le Circo Timoteo (es) fait partie des pionniers du drag.
Au Brésil, drag queens et travestis ont leurs chars dédiés lors du carnaval de Rio dès les années 1990. C'est à cette époque que le drag commence à apparaître au Colombie, lors de l'ouverture de Theatron. Si la scène drag de beaucooup de pays d'Amérique du Sud naît dans les discothèques, ce n'est pas le cas au Salvador, où celle-ci commence sous forme de concours de beauté.

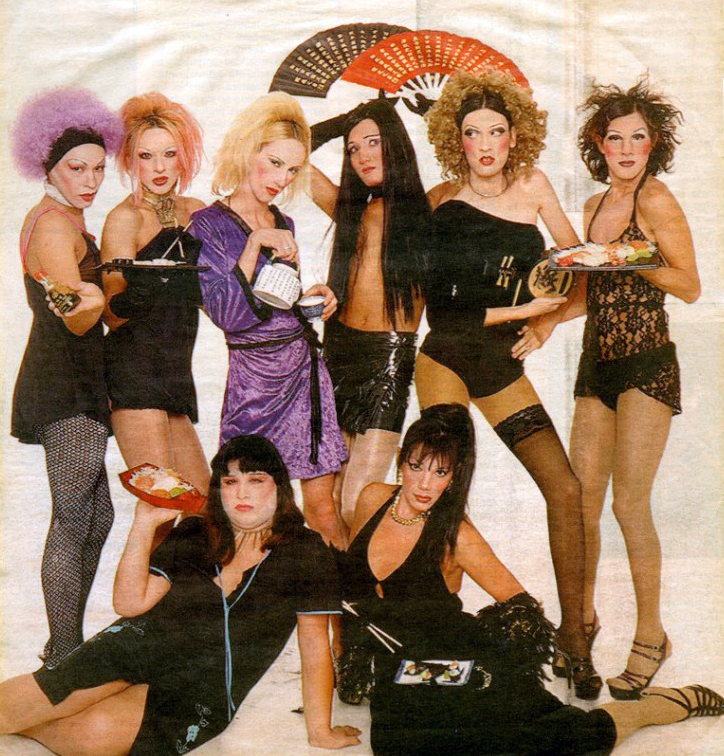
Drag queens de Buenos Aires en 1995, faisant la publicité d'un show de la discothèque Morocco.

À cette époque, les drag queens sont un élément centrale de la vie nocturne de Buenos Aires, particulièrement dans le club El Dorado,. Elle deviennens les muses de nombreux aristes : Darin Wixon, Gustavo Di Mario et Marcelo Bosco. Parmi les drag queens célèbres des années 1990, il y a La Barby (es) en Argentine et Isabelita dos Patins (pt) au Brésil,.
De nombreux évènements apparaissent à la fin des années 2010 et au début des années 2020 pour mettre en valeur le drag : en mai 2018, La Más Draga (es) devient la première émission sur le drag du Mexique ; elle est suivie en mars 2021 de Juego de reinas (es) en Argentine. Au Costa Rica, aurait dû avoir lieu en décembre 2023 Drag Costa Rica, mais l'émission est annulée sous la pression de groupes évangélistes et du Parti nouvelle république,. Au Venezuela a lieu depuis 2017 le Gala Drag Queen Venezuela (es) et, au Paraguay a lieu en novembre 2020 le Drag Fashion Show, qui mêle drag et culture mode.

### Asie

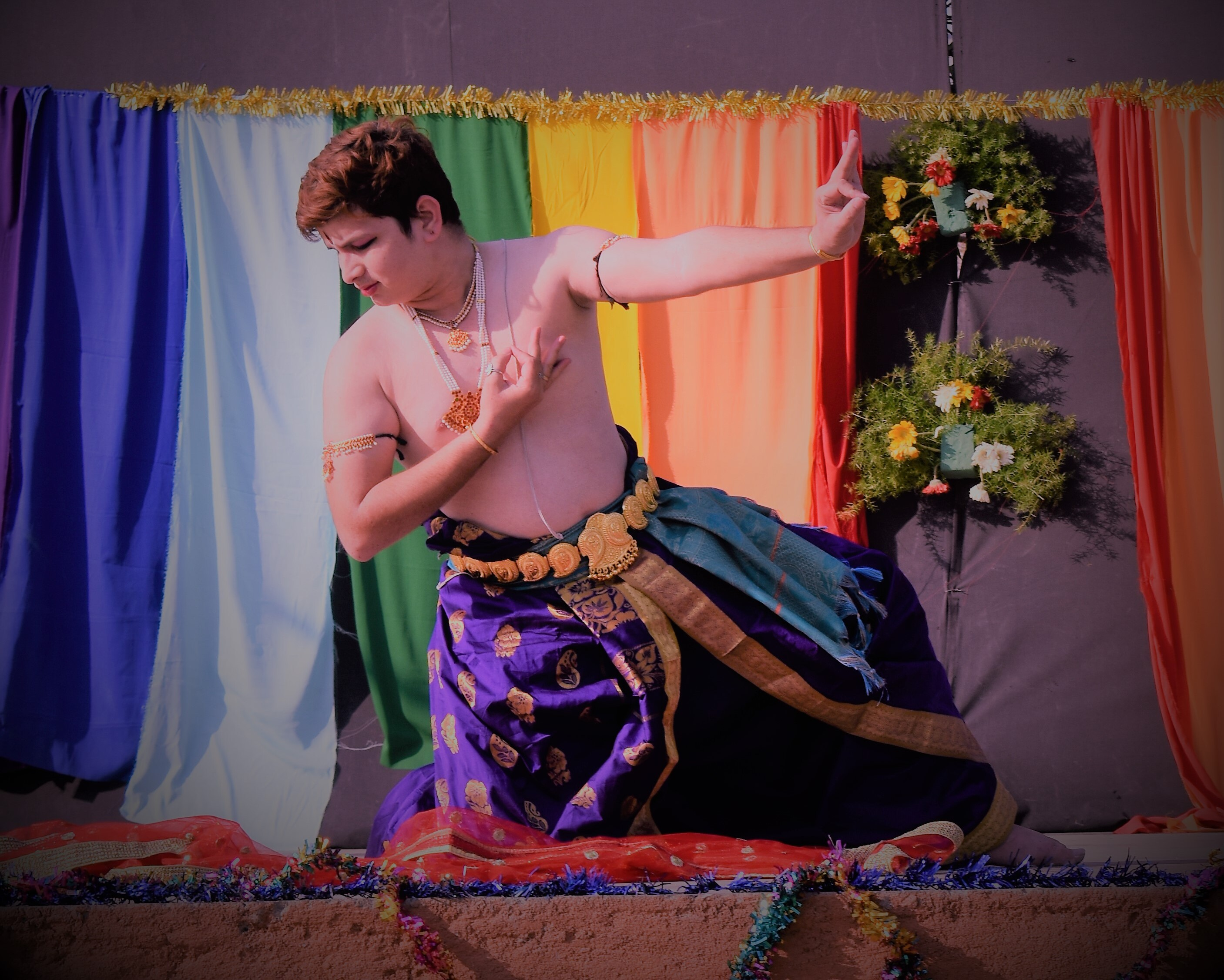
Performance de en 2018

Pour Kareem Khubchandani, le drag asiatique ne se limite pas aux artistes qui se revendiquent drag queen, drag king ou drag queer, mais couvre un ensemble de pratiques et identités anciennes et modernes, telles que les Tokoyaku, les Hijra, les Bakla (en) et les Katoï. Il note que le drag asiatique se caractérise moins comme un travestisme, c'est-à-dire l'interprétation par un artiste du genre « opposé » au sien, mais par une exploration de la féminité de la masculinité à partir d'identités trans, en particulier transféminines.  

## Public

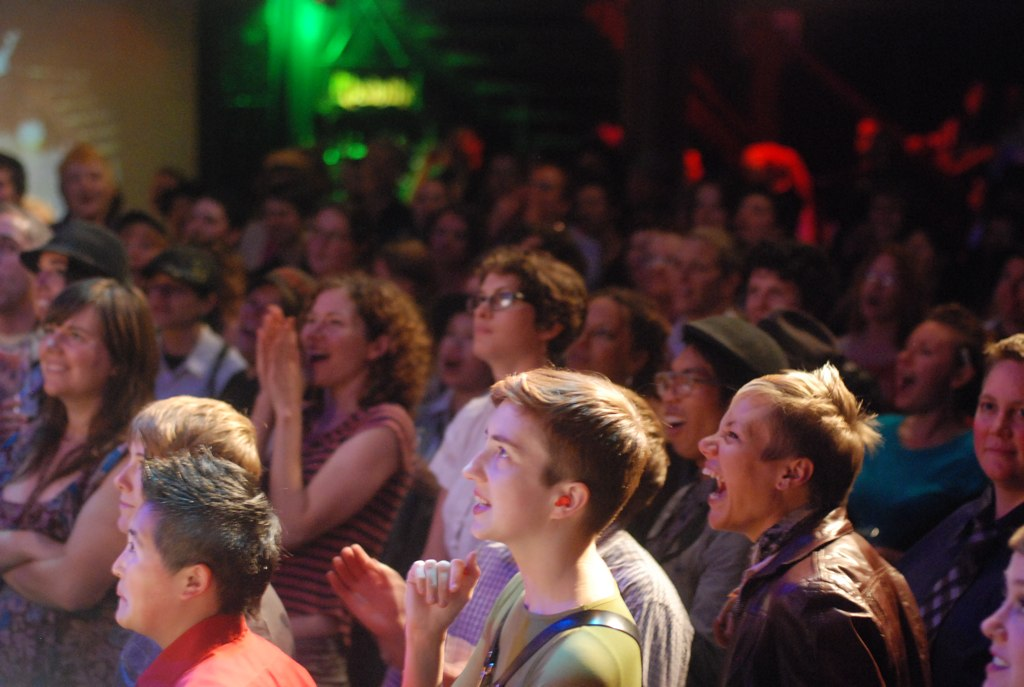
Public du Drag Show de San Francisco 2009

Dans une étude de 2022 sur le public des évènements drag au Royaume-Uni, Daniel Baxter, Steve Jones et Claire Leer trouvent que la majorité du public a découvert le drag par RuPaul's Drag Race, et que la proportion est plus élevée pour le public le plus jeune. Pour le public plus âgé, de 40 à 60 ans, c'est via leur enfant qu'ils connaissent majoritaitement le drag, qui eux l'ont connu par Drag Race.
Dans une étude de 2022 sur le public des cabarets drag en Afrique du Sud, Chris Hattingh et Ashley Niekerk découpent celui-ci en quatre groupes. Le premier, les fans de drag, sont là essentiellement pour apprendre et pour  l'aspect communautaire du drag, et se composent d'un public mixte (hétéro et gay, femmes et hommes) plutôt jeune et diplômé. Le second, les fans d'humour, sont là majoritairement hétéros. Le troisième, représenté essentiellement par des hommes gays blancs trentenaires, sont là pour se détendre et socialiser avec leurs amis. Enfin, le dernier est les femmes hétérosexuelles blanches en train de socialiser, notamment via les enterrements de vie de jeune fille.

## Inégalités

### Domination de classe

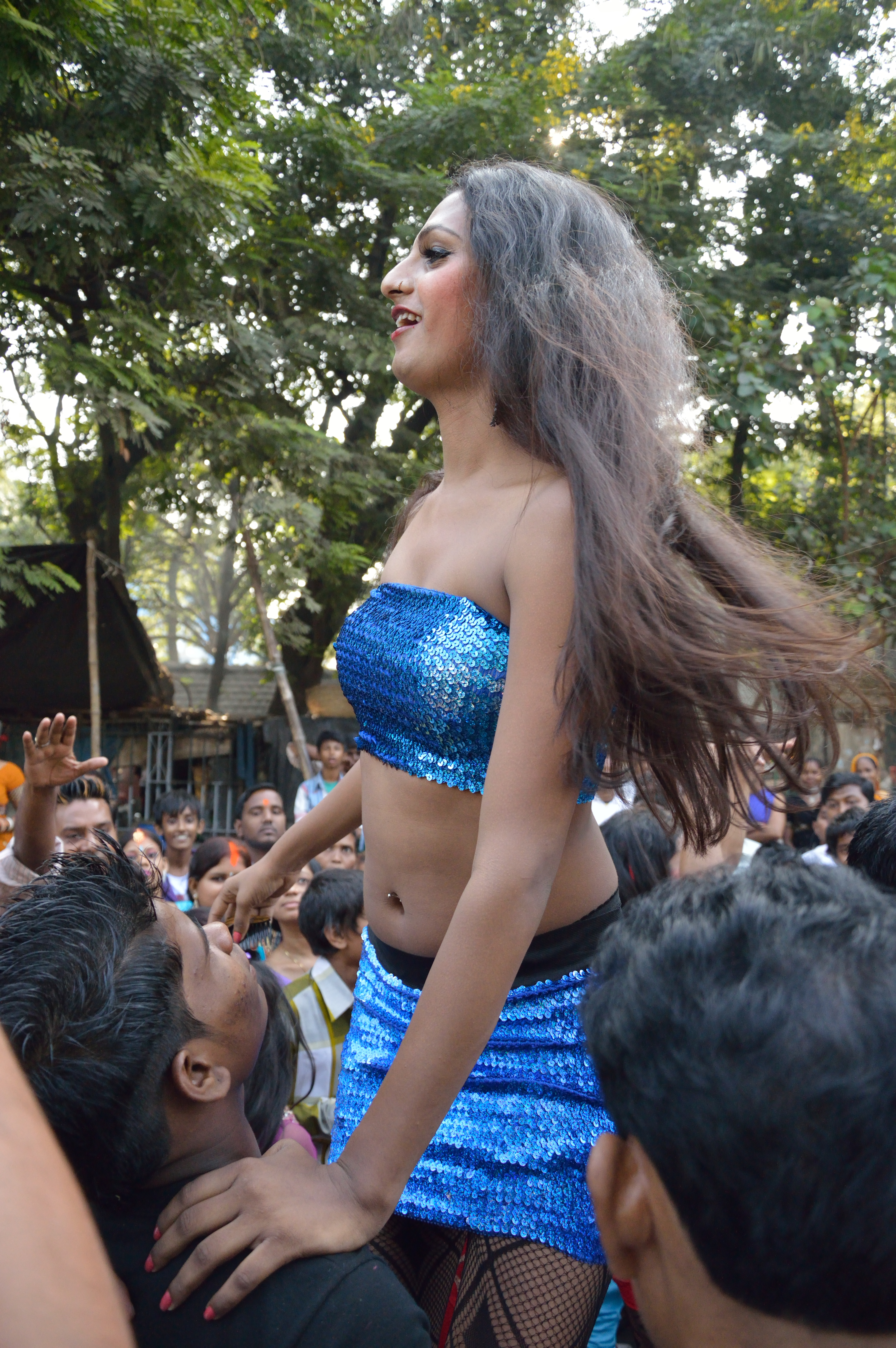
Hijra dansant lors du festival à Calcutta, 2013.

En Inde, l'émergence d'une scène drag reprenant les codes occidentaux, réalisant des photoshoots soignés pour être diffusés internationalement sur les réseaux sociaux et dominé par des personnes issues des castes dominantes, marginalise des groupes de personnes transféminines telles que les hijras et les kothis (en), alors qu'elles sont présentes depuis longtemps dans les évènements communautaires et militants.
Dans certains représentations drag Katoï, il existe une dichotomie entre la représentation glamour de la féminité occidentale, vue comme une source d'inspiration, et celle des femmes rurales indigènes, qui sert au contraire de repoussoir comique.

### Racisme
L'un des ancêtres du drag aux États-Unis est le minstrel show, où des acteurs utilisent la blackface pour se moquer des hommes afro-Américains puis, en se travestissant, des femmes Noires. Plus généralement le travestissement théâtral a été un instrument de la suprématie blanche américaine. Sur la côte Ouest, au Bohemian Grove, performent face des artistes dont le travestissement sert à célébrer des politiciens, diplomates et entrepreneurs affectés dans le Pacifique via la représentation raciste et dégradante des populations qui y vivent. La féminisation de ces populations permettait aussi d'asseoir une logique coloniale, où l'homme blanc viril prend une position paternaliste face à des personnes infantilisées et infériorisées via leur féminisation.
Les catégories de genre sont traversées par des dynamiques racistes et colonialistes, qui influencent la perception des artistes mêmes avant qu'ils soient en drag.
Ainsi, lors des concours de beauté drag de la côte ouest des États-Unis, les personnes queers blanches américaines trouvent que les drag queen asiatiques ont un « avantage injuste » ; cette idée vient de la perception raciste des hommes asiatiques, vus comme efféminés, y compris dans le milieu gay. Pour les homosexuels asiatiques faisant du drag, la victoire lors des concours de beauté drag devient ainsi une manière de pouvoir transformer le stigmate en célébration. Cette association date d'au moins la ruée vers l'or en Californie, où le travestissement permettait in fine de réaffirmer la virilité des hommes blancs à l'instant où ils sortaient du travestissement, tandis que les immigrés chinois étaient présentés comme irrévocablement efféminés.
La dynamique est inversée pour les personnes Noires, où le racisme les voit comme hypermasculines ; cette perception s'est aussi retrouvée dans le milieu drag, notamment dans la scène drag king des années 1990 à New York, notamment les bars lesbiens HerShe Bar et Club Casanova, les butchs Noires pouvaient gagner des concours de king en portant leurs tenues de tous les jours face à des kings blancs utilisant maquillage et costume pour se créer un personnage. Cette perception rend aussi plus difficile pour les artistes Noirs de performer des styles genderfuck ou camp, puisque leur féminité est remise en question : ainsi, lors des performances des Cockettes, Sylvester est la seule à adopter un style féminin et sexy en incarnant Coretta Scott King, loin du camp et du trash des autres membres de la troupe.
De manière générale, les artistes racisés, en particuliers Noirs et Latinx, performent plus souvent un drag basée sur la realness : outre le rapport plus complexe à la féminité et la masculinité, cela vient d'une autre dynamique raciste, qui rend les personnes racisées représentantes de leur groupe avant tout, quand les célébrités blanches ont plus facilement accès à l'individualité : ainsi, Kareem Khubchandani note que, par exemple, Sylvester a fait le choix de représenter fidèlement Coretta Scott King, c'est car se moquer d'elle serait trop facilement lue comme une manière de se moquer de toutes les femmes Noires. En Afrique du Sud, les drag queen blanches peuvent utiliser des chansons d'artistes noires et blanches pour leurs lipsync, tandis que les queens Noires et Coloured sont limitées aux artistes elles-mêmes Noires ou Coloured.
Cette performance de la realness est parfois nuancée par des conditions économiques : ainsi, en Afrique du Sud, les drag queens Noires et Coloured des townships performent un drag beaucoup moins conforme aux rôles de genre que les queens blanches se produisant dans les quartiers riches car leurs tenues reposent beaucoup sur la récupération et la débrouille.
Des phénomènes d'appropriation culturelle peuvent aussi avoir lieu : ainsi, des expressions de genre et des tenues culturellement marquées, utilisées par des artistes racisés, sont ensuite repris par des artistes blancs, vidés de leur contenu et utilisées uniquement dans un but esthétique et afin de se donner une image d'expertise en mode.

### Invisibilisation des kings et des queers

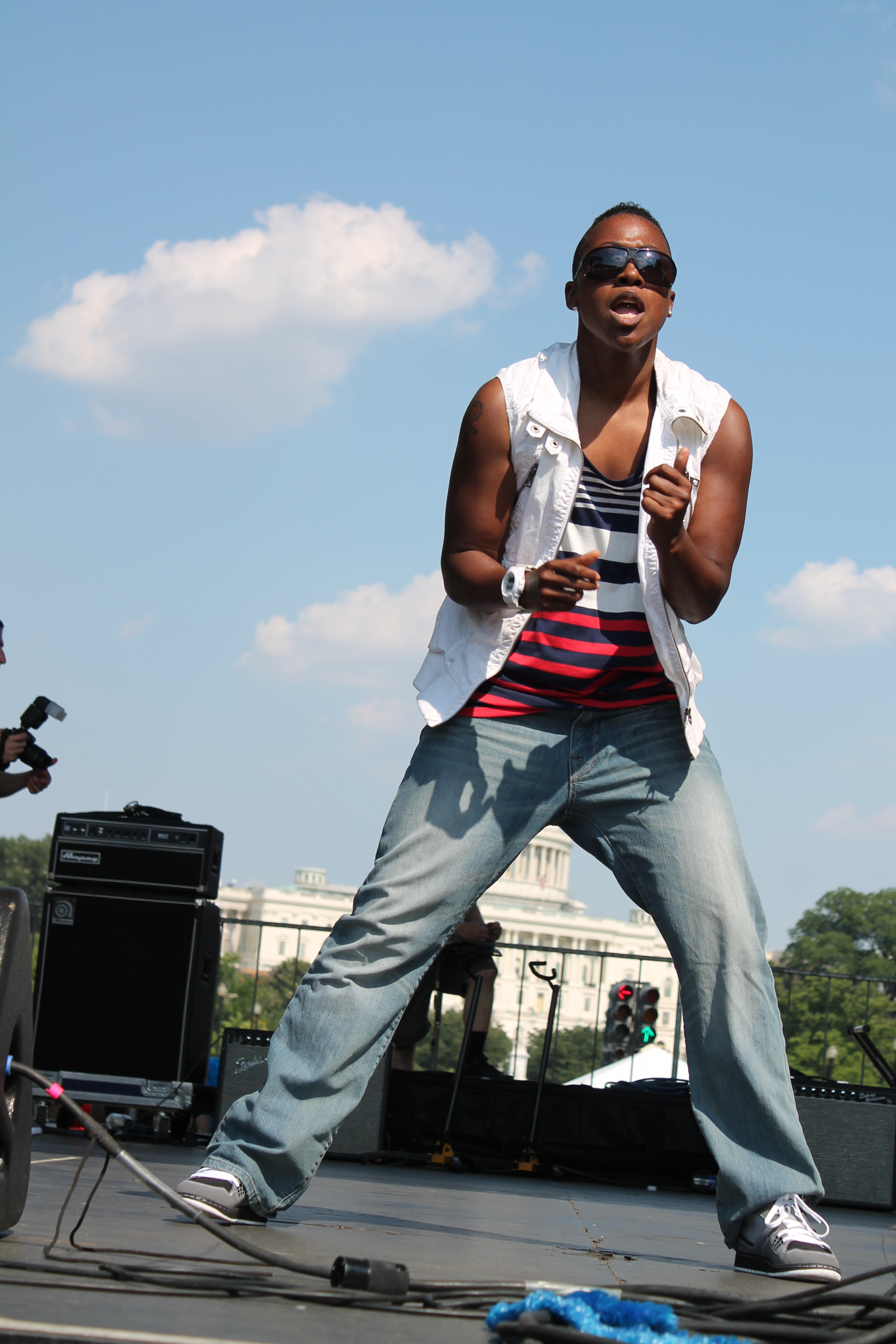
Le drag king E Cleff lors du festival LGBT de Washington DC 2012

Le drag n'est pas exempt de reproduire certaines discriminations comme l'invisibilisation par les personnes gays de la communauté lesbiennes, bi, pan, trans, queer.
Cette invisibilisation souvent inconsciente est liée à une croissance de la visibilité du milieu gay via la multiplication de shows (Drag Race) donnant presque uniquement de la visibilité aux drag queens au détriment des autres, aux hommes au détriment des autres genres. En effet, les émissions ont tendance à standardiser l'existant en invisibilisant les autres pratiques, en donnant la préférence à la performance (grands écarts, lipsyncs) aux dépens de pratiques plus vocales historiquement déployées par les drakings (stand-up, rap, chant, lecture de textes).
On peut parler d'une double oppression liée à la misogynie interne à une partie de la communauté LGBTQIA+ avec d'une part la préférence donnée à l'expression de la féminité, habituée à être regardée, scrutée par la société, et d'autre part l'expression d'un masculin sacré, considéré comme universel, auquel personne n'a le droit de toucher et encore moins pour créer des performativités antipatriarcales.
Les drag kings et drag queers s'organisent souvent en petits groupes dans des safe-places comme la Kings Factory depuis 2019 pour créer une culture commune et pouvoir performer régulièrement à défaut d'avoir parfois accès à d'autres scènes.
Cette invisibilisation crée des cercles vicieux : comme les drag queens sont plus visibles, elles constituent un marché identifié, rendant relativement accessibles les accessoires de féminisation, tandis que les outils de masculinisation, notamment de bandage de la poitrine et de packing ne s'achètent pas facilement.

### Hégémonie rupaulienne
La position hégémonique de RuPaul dans le drag, et notamment de RuPaul's Drag Race, invisibilise les formes de drag qui ne sont pas valorisées par la queen ou dans l'émission. Cette hégémonie rend d'ailleurs difficile pour des artistes de critiquer l'émission, puisqu'en prenant la parole ceux-ci se retrouvent privés de l'émission et des opportunités économiques et médiatiques qu'elle offre.
D'une part, il n'y a aucun king présent parmi les candidats, et seuls quelques kings sont apparus lors de Drag Race France. Pendant les premières années de l'émission, celle-ci était aussi interdite aux femmes ; quelques femmes trans et une seule femme cis, Pandora Nox (en), y ont ensuite participé. Plusieurs des participantes trans, comme Gia Gunn et Carmen Carrera, témoignent de biais transphobes notamment dans le vocabulaire utilisé par l'émission,. Cette normalité se retrouve aussi dans la manière dont les queen participantes sont jugées, la performance de la féminité étant privilégiée à tout prix, éliminant ainsi Athena Likis (en) lors de RuPaul's Drag Race: Global All Stars en raison d'une tenue jugée trop androgyne,.
L'émission est aussi critiquée pour donner une image individualiste et commercialisée du drag, où l'aspect communautaire est effacé.

### Prépondérance de certains styles et épreuves drag
Kareem Khubchandani dénonce la montée, au cours du XXIe siècle, de critères d'évaluation du drag qui reposent selon lui sur des valeurs de la suprématie blanche et du capitalisme : la valorisation du professionnalisme par rapport à l'amateurisme, la chorégraphisation par rapport à l'improvisation le maintient d'une binarité de genre et la valorisation de la richesse.
Il y a un prépondérance de certains style de queen, liées à une catégorisation des différents styles par dichotomie : soit beauty queen, soit comedy queen, laissant moins de place à l'entre-deux. Par exemple les beauty queen, fashion queen (haute coutury, plus edgy), les pageant-queens (les jolies, concours de beauté), plus reconnues que les comedy-queens (celles qui font rire, épreuve du snatch game).

### Validisme et grossophobie
Le drag est aussi traversé de courants validistes : côté performance, de nombreux aspects du drag, en particulier celui présenté à RuPaul's Drag Race, repose sur des capacités athlétiques inaccessibles aux personnes handicapées ; côté audience, les lieux de show ne sont pas forcément accessibles aux personnes à mobilité réduite, et quand ils le sont, l'expérience sensorielle, notamment l'intensité du bruit et la densité de personnes, peut devenir insupportable pour des personnes autistes.

## Représentation

### Cinéma et séries télévisées

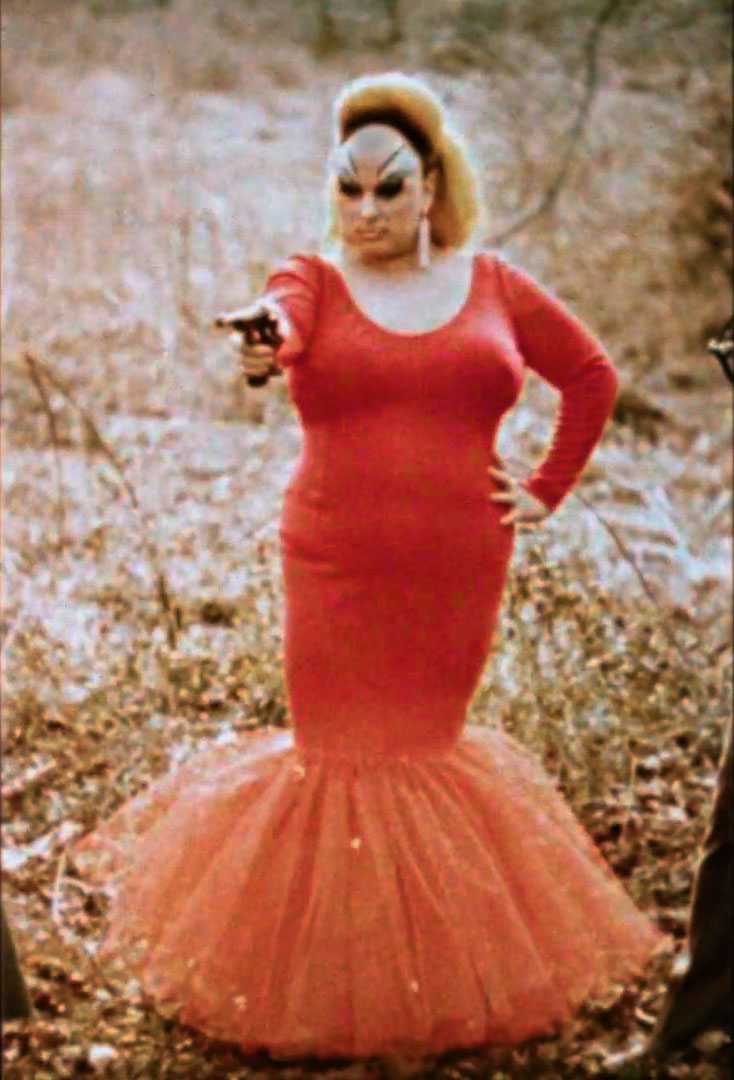
Divine dans le trailer de Pink Flamingos

L'auteur américain Simon Doonan fait remonter les origines du drag au cinéma à la naissance du 7ème art, même s'il y est alors cantonné à des farces, citant Charlie Chaplin, Jerry Lewis, les Marx Brothers et Laurel et Hardy.
Les années 1950 produisent plusieurs films drag dans le domaine de la comédie avec All About Eve ou Some Like It Hot, tandis que les années 1960 lient le drag avec l'horreur, en particulier avec Psychose d'Alfred Hitchcock sorti en 1960 mais aussi Homocidal, No Way to Treat a Lady. Pour Doonan, ce virage correspond à la montée en popularité de la psychanalyse, qui voit le travestissement masculin comme un symptôme d'une relation dysfonctionnelle entre le fils et sa mère. Cette tendance se poursuit jusque dans les années 1980, avec Le Locataire de Roman Polanksi et Dressed to Kill de Brian de Palma.
Pour Apolline Bazin, le drag fait ses premières véritables apparitions au cinéma à travers la caméra du réalisateur John Waters qui met en scène dans les années 1970 sa muse, la drag queen Divine, dans la trilogie trash composée de Pink Flamingos, Female Trouble et Desperate Living. En raison de la provocation présente dans ces films, ceux-ci sont interdits aux moins de 18 ans jusqu'en 1981. À la même période sort le Rocky Horror Picture Show, dont le personnage principal est joué par Tim Curry en drag.

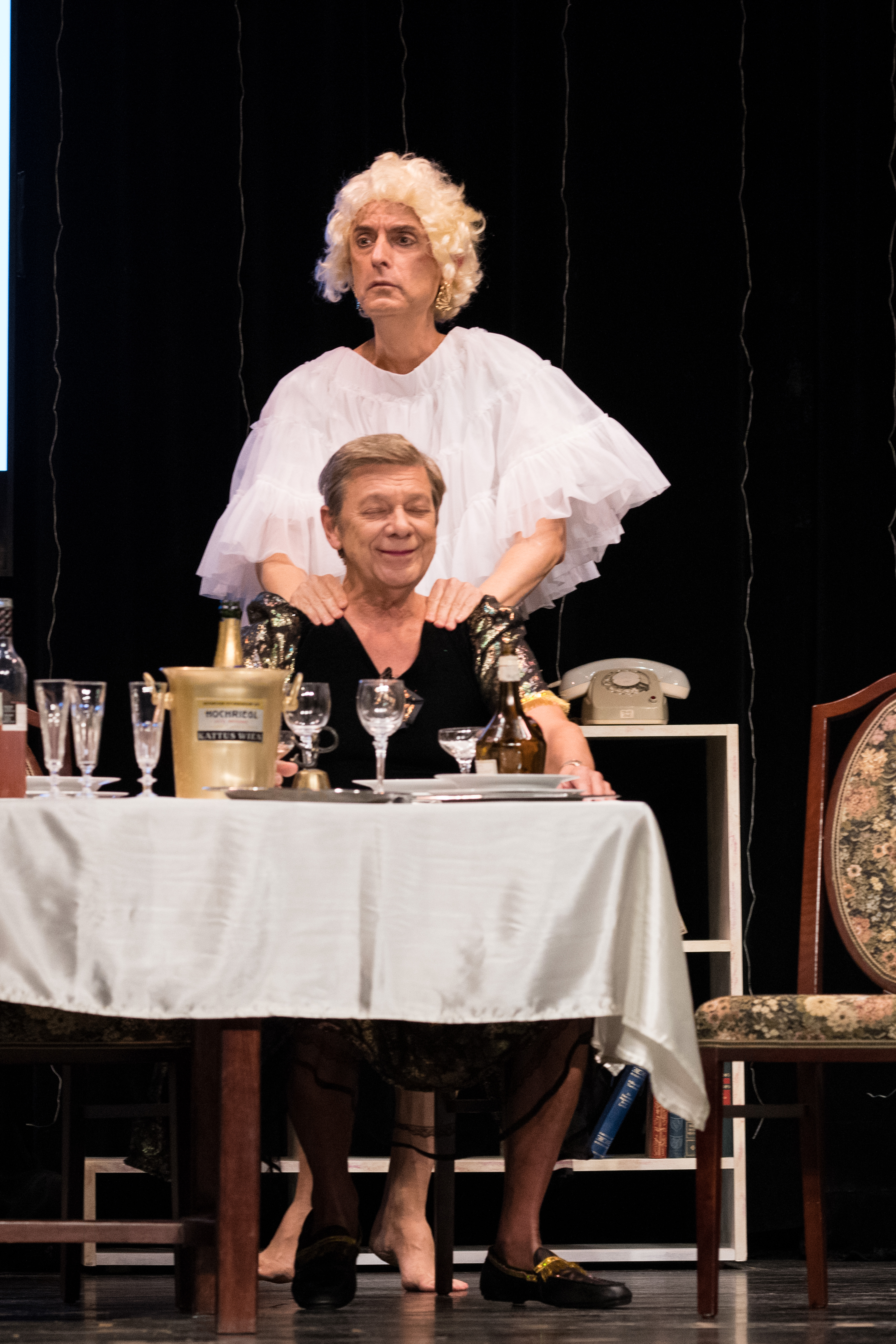
La Cage aux folles au théâtre de Purkersdorf en 2019.

En 1978 sort La Cage aux folles, le film français le plus exporté, mettant en scène le personnage de Zaza Napoli, star de cabaret drag inspiré de Michou. Le film remporte un grand succès, mais est aussi critiqué par la communauté LGBT française de l'époque qui ne se reconnait pas dans l'aspect bourgeois du personnage et perçoit sa grande féminité comme une caricature homophobe. Ce rejet de l'aspect « grande folle » de Zaza est ensuite questionné par la communauté LGBT du XXIe siècle, qui considèrent celui-ci comme une forme d'homophobie intériorisée.
Les années 1980 voient la multiplication des films abordant le drag et le travestissement : les films de Pedro Almodóvar et de la Movida, Victor Victoria de Blake Edwards qui aborde la question du drag king, Yentl de Barbara Streisand, Tootsie, Mrs Doubtfire, ou Hairspray. Ces films, souvent des comédies familiales, permettent d'aborder la question du sexisme et de la performance de genre auprès du grand public. Doonan voit dans l'évolution de ces années, où le drag n'est plus systématiquement associé à la dépravation et au meurtre, à la fois le signe de la meilleure acceptation de la culture LGBT par le grand public, mais aussi de l'influence de la pandémie de sida qui décime les communautés trans et gays, d'une recherche de rentrer dans les critères de l'académie des Oscars ainsi que de la politique de Reagan.

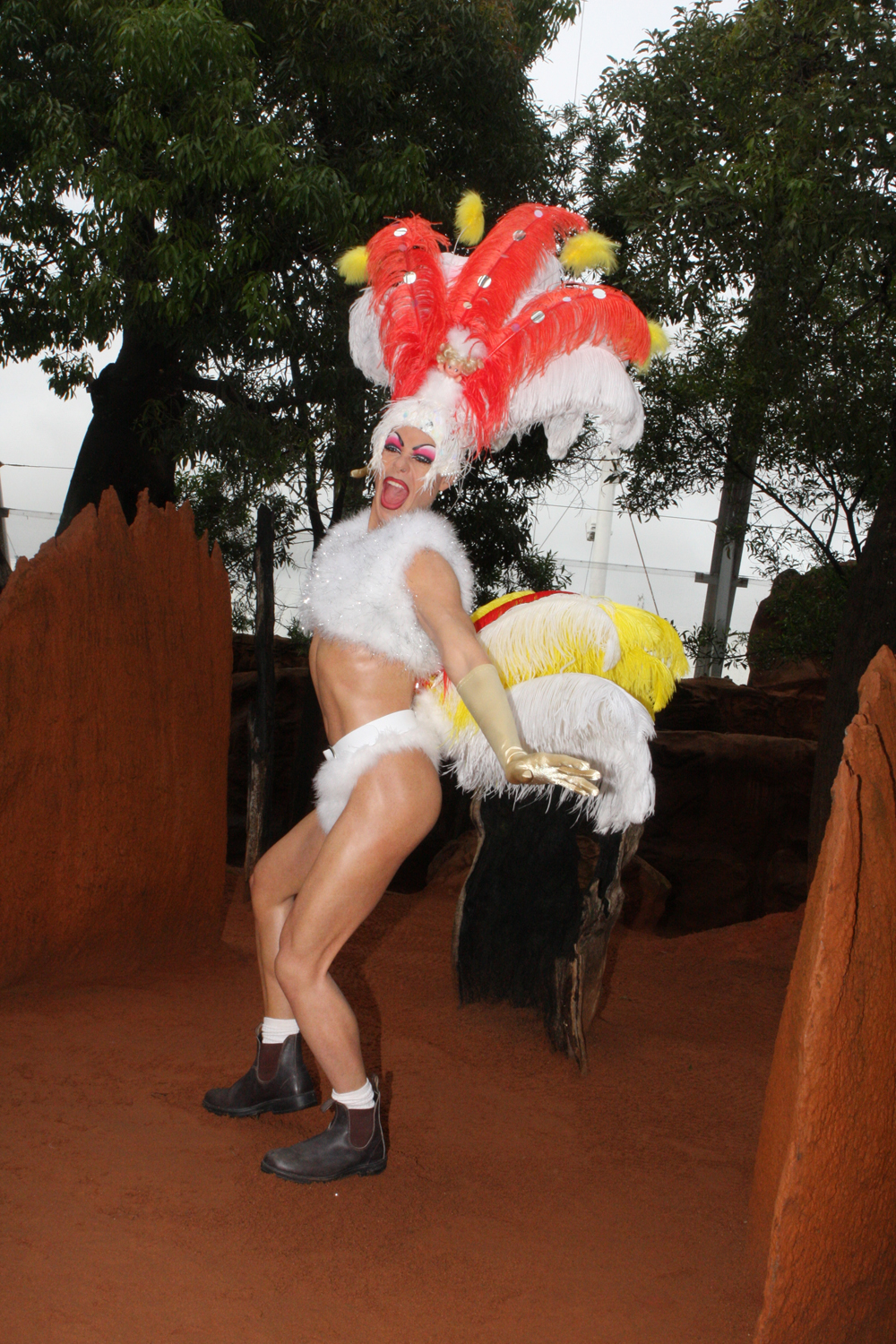
Poupée de cire de Priscilla, folle du désert au Madame Tussauds de Sidney

Les drag queens commencent à être des personnages de cinéma à part entière à partir de 1988 et de Torch Sonc Trilogy, adaptation de pièces de théâtre autobiographiques d'Harvey Fierstein. Cinq ans plus tard sort Priscilla, folle du désert, film mettant en scène trois drag queens, deux hommes gays et une femme trans en tournée en Australie ; c'est devenu un film-culte en raison de ses dialogues et de la finesse avec laquelle il aborde les questions LGBT. Priscilla fait l'objet d'un reboot américain, Extravagances. En 2001, John Cameron Mitchell crée Hedwig and the Angry Inch, succès du cinéma underground. Cette période, que Doonan caractérise par une association entre drag, créativité et extravagance, comporte aussi Birdcage, un remake de La Cage aux Folles.
D'autres films explorent les liens entre drag et identité de genre, tels qu'Orlando, adaptation du roman éponyme de Virginia Woolf, ou The Crying Game, qui lance la tendance des acteurs hommes cis jouant des personnages de femmes trans et recevant des nominations aux Oscars pour ça. Doonan note que cette tendance, qui vaudra l'oscar du meilleur acteur à Jared Leto pour Dallas Buyers Club en 2013 ou une nomination pour Eddie Redmayne dans Danish Girl en 2015, est une manière pour le cinéma de récompenser une forme de drag policée, celle d'un acteur transformé en femme.
En 2016, Bianca Del Rio utilise sa notoriété, obtenue notamment en gagnant la saison 6 de RuPaul's Drag Race, pour créer Hurricane Bianca, film sur le quotidien d'une drag queen la nuit et professeur le jour, financé par crowdfunding.
Plusieurs autres queens font des apparitions à l'écran en drag : Shangela et Willam en 2018 dans A Star is Born, et Jinkx Monsoon dans Doctor Who.
En France, plusieurs films sur le drag sortent au début des années 2020 : Paloma sort en 2022, après sa victoire à la saison 1 de Drag Race France, un court-métrage éponyme, tandis que Cookie Kunty est à l'affiche la même année de Trois nuits par semaine.

### Réseaux sociaux

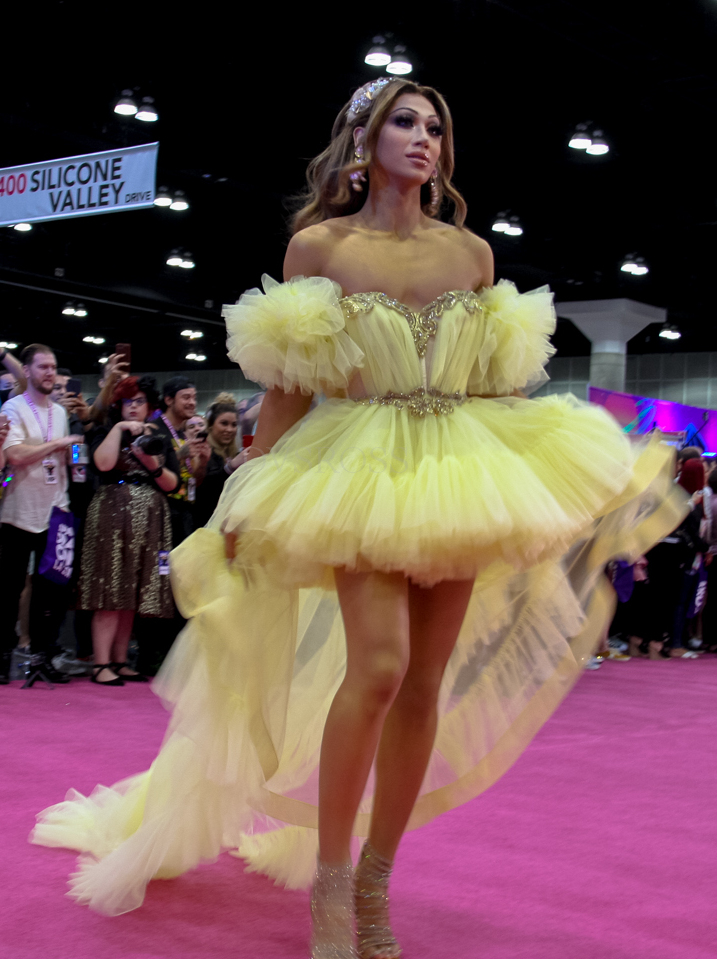
Avec 14 million de followers,, ici à DragCon LA 2024, est la drag queen la plus suivie sur les réseaux sociaux

Les réseaux sociaux sont un moyen privilégié pour les communautés marginalisées, en particulier celles pour qui les discothèques ne sont pas accessibles, de diffuser leur pratique.
Ainsi, en Asie du Sud Est et au Brésil, les réseaux sociaux vidéos, en particulier Vine, Instagram et TikTok, sont un outil d'expression drag privilégié d'enfants vivant en zones rurales. Dans ces vidéos de lypsinc, ils utilisent des briques pour faire des talons hauts et des feuilles de palmiers pour faire des robes. Le plus connu, Madaew, de Thaïlande, utilise aussi des seaux et des câbles électriques, a ainsi 70 000 followers sur Instagram.
Aux États-Unis, ce sont les artistes handicapés, notamment sourds, qui popularisent le genre du drag vidéo, notamment le duo Latinx Casaniva et Selena Minogue.
Lors de la pandémie de Covid-19 et la fermeture des lieux drags, les réseaux sociaux sont devenus le seul espace de visibilité et potentiellement de revenu des artistes.

## Réception

### Par la communauté LGBT+

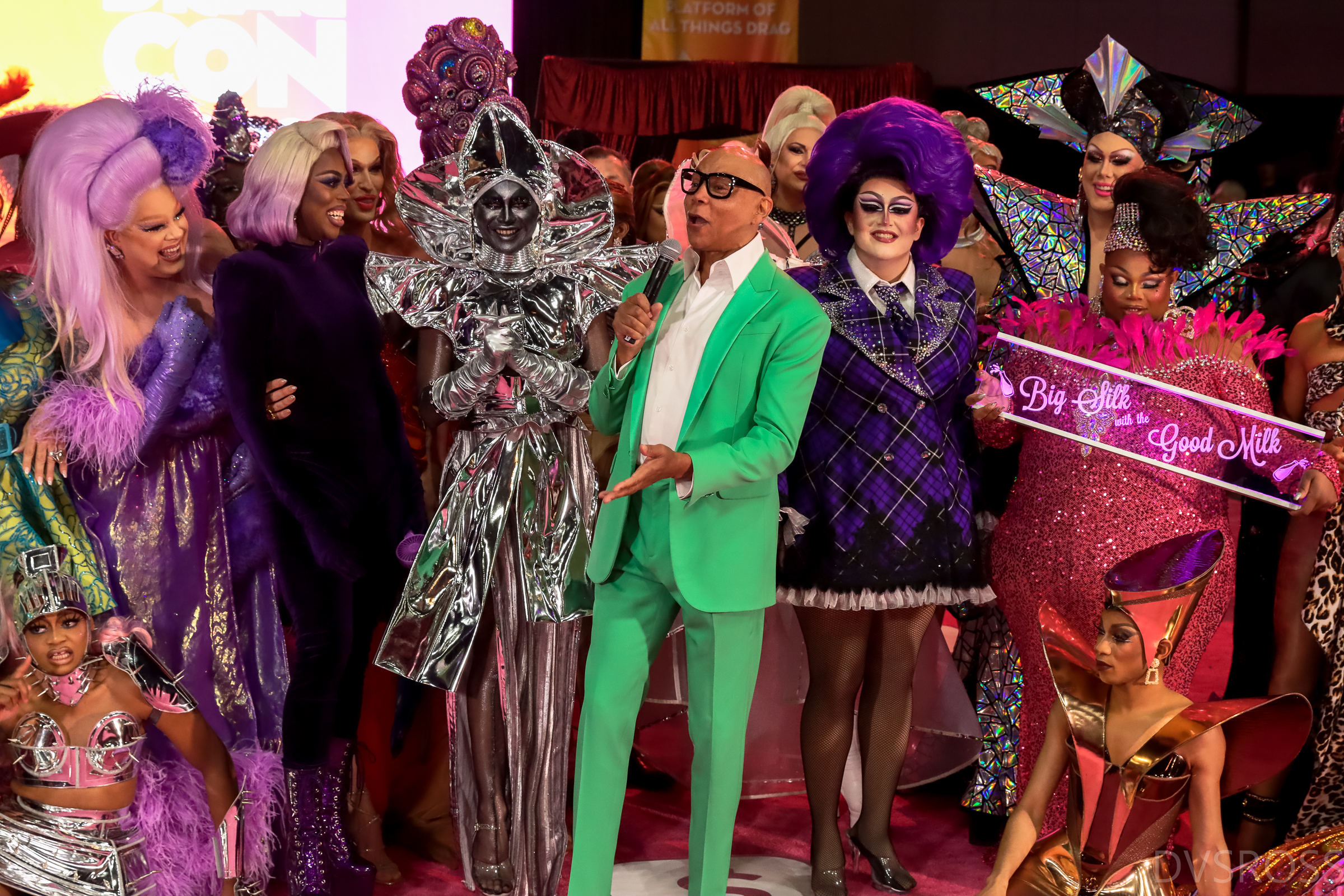
RuPaul, avec RuPaul's Drag Race, a contribué à populariser le drag dans le monde

Le drag est perçu de manière ambivalente par la communauté LGBT+. Certains hommes gays, embrassant une forme de politique de la respectabilité, les accusent ainsi de « donner une mauvaise image de la communauté ». Cette conception date d'au moins les années 1970 : en 1973, Sylvia Rivera se fait huer lors de la commémoration des émeutes de Stonewall lorsqu'elle réagit vivement à un discours demandant explicitement aux queens d'arrêter de se montrer. En 1994, le mouvement gay et lesbien sud-africain se demande s'il ne faudrait pas interdire aux drag queens de se rendre aux marches des fiertés, dont la présence heurterait, selon eux, la sensibilité de leur nouvel allié, le Congrès national africain. Pour d'autres, le drag est le véhicule de l'acceptation et de la culture LGBT auprès du public cis-hétérosexuel.
La part de féminité de dragqueen est mal acceptée par une partie de la communauté qui ne revendique pas son homosexualité sur le mode du « retournement du stigmate » (Esther Newton (en), Judith Butler). Il s'agit d'une misogynie et follophobie (et parfois même homophobie intériorisée) et plus généralement d'une politique de la respectabilité qu'on peut retrouver en interne à une partie de la communauté LGBTQIA+ consistant à garder une binarité des genres et à rejeter des hommes homosexuels présentant une apparence jugée comme trop féminine en raison de préjugés négatifs autours des qualités dites féminines comme la douceur, la fragilité et l'émotivité.

### Lois anti-drag
Des lois visant à réprimer la pratique du drag, et plus particulièrement « l'incarnation, dans le but de tromper, du genre opposé » sont utilisées contre les artistes drag mais aussi contre les personnes trans. Lorsque de telles lois existaient à San Francisco, la drag queen José Sarria (en) a distribué des badges avec l'inscription « I am a boy » (« Je suis un garçon ») à ses amis afin qu'ils ne soient pas affectés par cette loi.

## Pratiques connexes

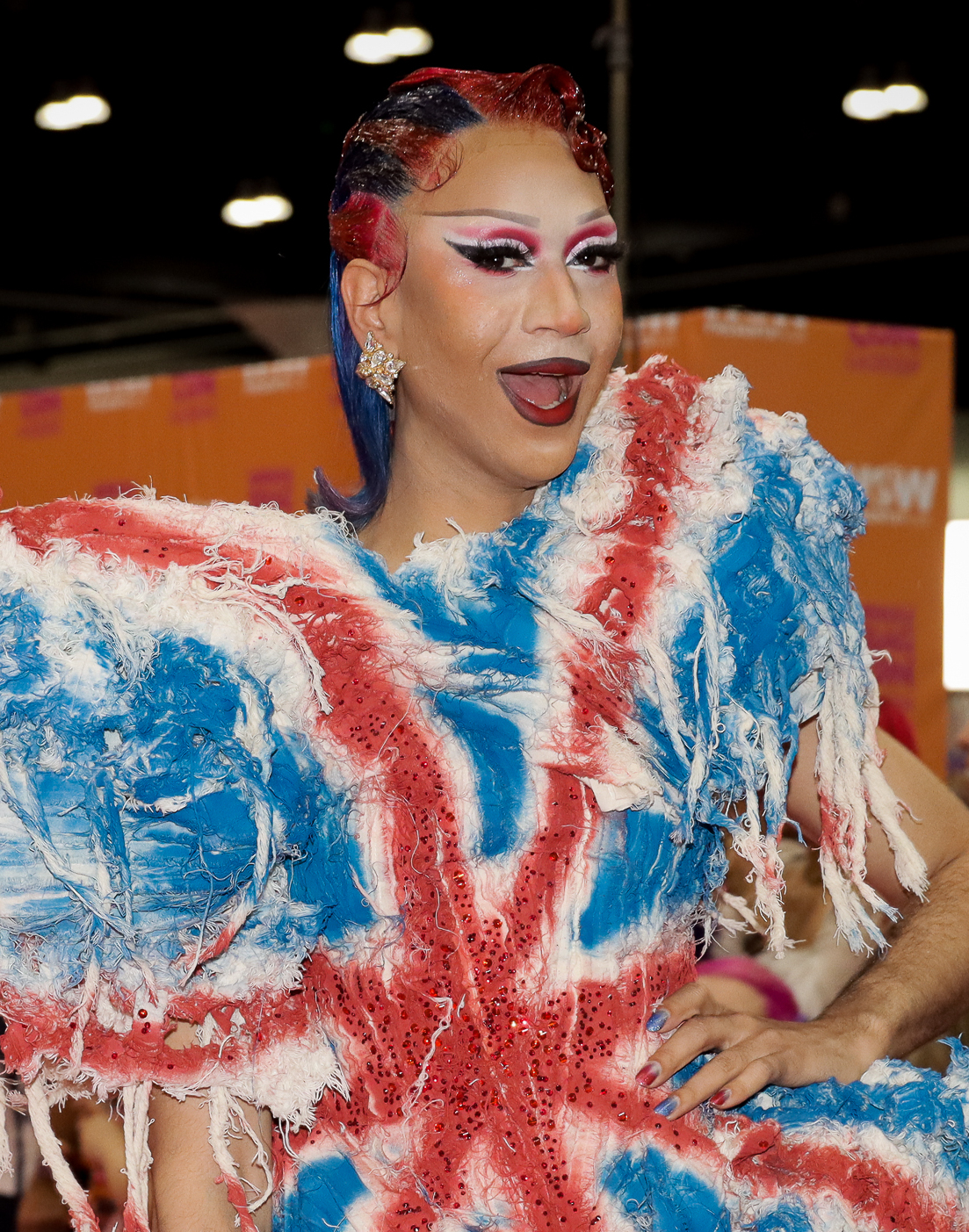
La « showmance » entre et La Grande Dame, lors de la saison 2 de RuPaul's Drag Race: UK vs the World, a été comparée aux créations de fan et notamment le slash

Outre les formes de travestissement théâtralisé, le drag est raprpoché d'autres pratiques. Ainsi, le magazine Sphères trace un parallèle entre le drag et le cosplay, tandis que la chercheuse en fan studies et performance studies (en) Francesca Coppa (en) fait quant à elle le lien avec la fanfiction et plus particulièrement le slash.
Cette perméabilité entre drag et créations de fan a été soulignée lors de la saison 2 de RuPaul's Drag Race: UK vs the World, lors de la « showmance (en) » entre Tia Kofi (en) et La Grande Dame. Plus généralement, RuPaul's Drag Race, en tant qu'objet télévisuel et intertextuel, développe ses propres pratiques de fans qui ont leurs sous-cultures propres. Ainsi, Lee Dawson, un fan anglais, a créé le Ru-Cap, une relecture vidéo des épisodes de Drag Race. Contrairement aux autres fandoms, le drag n'est pas entièrement extérieur à ses fans, puissent que les personnes qui produisent des contenus de fan sur le drag sont aussi elles-mêmes des artistes de drag.